# Tibor Florián
Tibor Flórián (Budapest, 2 marzo 1919 – Budapest, 28 gennaio 1990) è stato uno scacchista e compositore di scacchi ungherese.
Iniziò la carriera come problemista, pubblicando tutti i suoi problemi con il suo vero nome e cognome che era Tibor Feldmann. Successivamente adottò il cognome Flórián. Fu un pioniere del tema con correzione nera e matti cambiati, che prese il nome di «tema Feldmann II». Compose molti problemi con varianti reciproche, che alcuni chiamavano "varianti Feldmann".
Dopo la seconda guerra mondiale partecipò con ottimi risultati a molti tornei: nel 1945 vinse il campionato ungherese, nel 1948 fu pari 1º-2º con Vasja Pirc a Belgrado, nel 1951 3º-4º a Budapest, nel 1957 3º a San Benedetto del Tronto. Partecipò alle olimpiadi di Helsinki 1952 (+3 =7 –2). Fu l'arbitro principale della IV edizione delle olimpiadi femminili (Lublino, 1969).
Nel 1950 ottenne il titolo FIDE di maestro internazionale.

Dal 1961 al 1984 fu segretario generale della federazione scacchistica ungherese (Magyar Sakkszovetseg).

## Opere
Autore di diversi libri sugli scacchi, tra cui:
- (HU)  Nimzoindiai Védelem, con E. Gelenczei, Budapest 1958 e 1959 (monografia in due volumi sulla difesa nimzo-indiana);
- Difesa e contrattacco, ed. Mursia, Milano, 1985 (traduzione di Enrico Paoli).

## Teoria
Tre suoi problemi:
|   | a | b | c | d | e | f | g | h |   |
| 8 | c8 alfiere del bianco · f8 alfiere del nero · d7 cavallo del nero · e7 pedone del nero · f7 pedone del nero · g7 pedone del nero · d6 donna del bianco · f6 cavallo del bianco · g6 pedone del nero · a5 torre del bianco · b5 alfiere del nero · e5 cavallo del bianco · f5 re del nero · h4 pedone del bianco · a3 re del bianco · b3 pedone del nero · a2 pedone del nero · b2 torre del nero · c2 pedone del nero · a1 cavallo del nero · b1 donna del nero · c1 alfiere del bianco · e1 torre del bianco | c8 alfiere del bianco · f8 alfiere del nero · d7 cavallo del nero · e7 pedone del nero · f7 pedone del nero · g7 pedone del nero · d6 donna del bianco · f6 cavallo del bianco · g6 pedone del nero · a5 torre del bianco · b5 alfiere del nero · e5 cavallo del bianco · f5 re del nero · h4 pedone del bianco · a3 re del bianco · b3 pedone del nero · a2 pedone del nero · b2 torre del nero · c2 pedone del nero · a1 cavallo del nero · b1 donna del nero · c1 alfiere del bianco · e1 torre del bianco | c8 alfiere del bianco · f8 alfiere del nero · d7 cavallo del nero · e7 pedone del nero · f7 pedone del nero · g7 pedone del nero · d6 donna del bianco · f6 cavallo del bianco · g6 pedone del nero · a5 torre del bianco · b5 alfiere del nero · e5 cavallo del bianco · f5 re del nero · h4 pedone del bianco · a3 re del bianco · b3 pedone del nero · a2 pedone del nero · b2 torre del nero · c2 pedone del nero · a1 cavallo del nero · b1 donna del nero · c1 alfiere del bianco · e1 torre del bianco | c8 alfiere del bianco · f8 alfiere del nero · d7 cavallo del nero · e7 pedone del nero · f7 pedone del nero · g7 pedone del nero · d6 donna del bianco · f6 cavallo del bianco · g6 pedone del nero · a5 torre del bianco · b5 alfiere del nero · e5 cavallo del bianco · f5 re del nero · h4 pedone del bianco · a3 re del bianco · b3 pedone del nero · a2 pedone del nero · b2 torre del nero · c2 pedone del nero · a1 cavallo del nero · b1 donna del nero · c1 alfiere del bianco · e1 torre del bianco | c8 alfiere del bianco · f8 alfiere del nero · d7 cavallo del nero · e7 pedone del nero · f7 pedone del nero · g7 pedone del nero · d6 donna del bianco · f6 cavallo del bianco · g6 pedone del nero · a5 torre del bianco · b5 alfiere del nero · e5 cavallo del bianco · f5 re del nero · h4 pedone del bianco · a3 re del bianco · b3 pedone del nero · a2 pedone del nero · b2 torre del nero · c2 pedone del nero · a1 cavallo del nero · b1 donna del nero · c1 alfiere del bianco · e1 torre del bianco | c8 alfiere del bianco · f8 alfiere del nero · d7 cavallo del nero · e7 pedone del nero · f7 pedone del nero · g7 pedone del nero · d6 donna del bianco · f6 cavallo del bianco · g6 pedone del nero · a5 torre del bianco · b5 alfiere del nero · e5 cavallo del bianco · f5 re del nero · h4 pedone del bianco · a3 re del bianco · b3 pedone del nero · a2 pedone del nero · b2 torre del nero · c2 pedone del nero · a1 cavallo del nero · b1 donna del nero · c1 alfiere del bianco · e1 torre del bianco | c8 alfiere del bianco · f8 alfiere del nero · d7 cavallo del nero · e7 pedone del nero · f7 pedone del nero · g7 pedone del nero · d6 donna del bianco · f6 cavallo del bianco · g6 pedone del nero · a5 torre del bianco · b5 alfiere del nero · e5 cavallo del bianco · f5 re del nero · h4 pedone del bianco · a3 re del bianco · b3 pedone del nero · a2 pedone del nero · b2 torre del nero · c2 pedone del nero · a1 cavallo del nero · b1 donna del nero · c1 alfiere del bianco · e1 torre del bianco | c8 alfiere del bianco · f8 alfiere del nero · d7 cavallo del nero · e7 pedone del nero · f7 pedone del nero · g7 pedone del nero · d6 donna del bianco · f6 cavallo del bianco · g6 pedone del nero · a5 torre del bianco · b5 alfiere del nero · e5 cavallo del bianco · f5 re del nero · h4 pedone del bianco · a3 re del bianco · b3 pedone del nero · a2 pedone del nero · b2 torre del nero · c2 pedone del nero · a1 cavallo del nero · b1 donna del nero · c1 alfiere del bianco · e1 torre del bianco | 8 |
| 7 | c8 alfiere del bianco · f8 alfiere del nero · d7 cavallo del nero · e7 pedone del nero · f7 pedone del nero · g7 pedone del nero · d6 donna del bianco · f6 cavallo del bianco · g6 pedone del nero · a5 torre del bianco · b5 alfiere del nero · e5 cavallo del bianco · f5 re del nero · h4 pedone del bianco · a3 re del bianco · b3 pedone del nero · a2 pedone del nero · b2 torre del nero · c2 pedone del nero · a1 cavallo del nero · b1 donna del nero · c1 alfiere del bianco · e1 torre del bianco | c8 alfiere del bianco · f8 alfiere del nero · d7 cavallo del nero · e7 pedone del nero · f7 pedone del nero · g7 pedone del nero · d6 donna del bianco · f6 cavallo del bianco · g6 pedone del nero · a5 torre del bianco · b5 alfiere del nero · e5 cavallo del bianco · f5 re del nero · h4 pedone del bianco · a3 re del bianco · b3 pedone del nero · a2 pedone del nero · b2 torre del nero · c2 pedone del nero · a1 cavallo del nero · b1 donna del nero · c1 alfiere del bianco · e1 torre del bianco | c8 alfiere del bianco · f8 alfiere del nero · d7 cavallo del nero · e7 pedone del nero · f7 pedone del nero · g7 pedone del nero · d6 donna del bianco · f6 cavallo del bianco · g6 pedone del nero · a5 torre del bianco · b5 alfiere del nero · e5 cavallo del bianco · f5 re del nero · h4 pedone del bianco · a3 re del bianco · b3 pedone del nero · a2 pedone del nero · b2 torre del nero · c2 pedone del nero · a1 cavallo del nero · b1 donna del nero · c1 alfiere del bianco · e1 torre del bianco | c8 alfiere del bianco · f8 alfiere del nero · d7 cavallo del nero · e7 pedone del nero · f7 pedone del nero · g7 pedone del nero · d6 donna del bianco · f6 cavallo del bianco · g6 pedone del nero · a5 torre del bianco · b5 alfiere del nero · e5 cavallo del bianco · f5 re del nero · h4 pedone del bianco · a3 re del bianco · b3 pedone del nero · a2 pedone del nero · b2 torre del nero · c2 pedone del nero · a1 cavallo del nero · b1 donna del nero · c1 alfiere del bianco · e1 torre del bianco | c8 alfiere del bianco · f8 alfiere del nero · d7 cavallo del nero · e7 pedone del nero · f7 pedone del nero · g7 pedone del nero · d6 donna del bianco · f6 cavallo del bianco · g6 pedone del nero · a5 torre del bianco · b5 alfiere del nero · e5 cavallo del bianco · f5 re del nero · h4 pedone del bianco · a3 re del bianco · b3 pedone del nero · a2 pedone del nero · b2 torre del nero · c2 pedone del nero · a1 cavallo del nero · b1 donna del nero · c1 alfiere del bianco · e1 torre del bianco | c8 alfiere del bianco · f8 alfiere del nero · d7 cavallo del nero · e7 pedone del nero · f7 pedone del nero · g7 pedone del nero · d6 donna del bianco · f6 cavallo del bianco · g6 pedone del nero · a5 torre del bianco · b5 alfiere del nero · e5 cavallo del bianco · f5 re del nero · h4 pedone del bianco · a3 re del bianco · b3 pedone del nero · a2 pedone del nero · b2 torre del nero · c2 pedone del nero · a1 cavallo del nero · b1 donna del nero · c1 alfiere del bianco · e1 torre del bianco | c8 alfiere del bianco · f8 alfiere del nero · d7 cavallo del nero · e7 pedone del nero · f7 pedone del nero · g7 pedone del nero · d6 donna del bianco · f6 cavallo del bianco · g6 pedone del nero · a5 torre del bianco · b5 alfiere del nero · e5 cavallo del bianco · f5 re del nero · h4 pedone del bianco · a3 re del bianco · b3 pedone del nero · a2 pedone del nero · b2 torre del nero · c2 pedone del nero · a1 cavallo del nero · b1 donna del nero · c1 alfiere del bianco · e1 torre del bianco | c8 alfiere del bianco · f8 alfiere del nero · d7 cavallo del nero · e7 pedone del nero · f7 pedone del nero · g7 pedone del nero · d6 donna del bianco · f6 cavallo del bianco · g6 pedone del nero · a5 torre del bianco · b5 alfiere del nero · e5 cavallo del bianco · f5 re del nero · h4 pedone del bianco · a3 re del bianco · b3 pedone del nero · a2 pedone del nero · b2 torre del nero · c2 pedone del nero · a1 cavallo del nero · b1 donna del nero · c1 alfiere del bianco · e1 torre del bianco | 7 |
| 6 | c8 alfiere del bianco · f8 alfiere del nero · d7 cavallo del nero · e7 pedone del nero · f7 pedone del nero · g7 pedone del nero · d6 donna del bianco · f6 cavallo del bianco · g6 pedone del nero · a5 torre del bianco · b5 alfiere del nero · e5 cavallo del bianco · f5 re del nero · h4 pedone del bianco · a3 re del bianco · b3 pedone del nero · a2 pedone del nero · b2 torre del nero · c2 pedone del nero · a1 cavallo del nero · b1 donna del nero · c1 alfiere del bianco · e1 torre del bianco | c8 alfiere del bianco · f8 alfiere del nero · d7 cavallo del nero · e7 pedone del nero · f7 pedone del nero · g7 pedone del nero · d6 donna del bianco · f6 cavallo del bianco · g6 pedone del nero · a5 torre del bianco · b5 alfiere del nero · e5 cavallo del bianco · f5 re del nero · h4 pedone del bianco · a3 re del bianco · b3 pedone del nero · a2 pedone del nero · b2 torre del nero · c2 pedone del nero · a1 cavallo del nero · b1 donna del nero · c1 alfiere del bianco · e1 torre del bianco | c8 alfiere del bianco · f8 alfiere del nero · d7 cavallo del nero · e7 pedone del nero · f7 pedone del nero · g7 pedone del nero · d6 donna del bianco · f6 cavallo del bianco · g6 pedone del nero · a5 torre del bianco · b5 alfiere del nero · e5 cavallo del bianco · f5 re del nero · h4 pedone del bianco · a3 re del bianco · b3 pedone del nero · a2 pedone del nero · b2 torre del nero · c2 pedone del nero · a1 cavallo del nero · b1 donna del nero · c1 alfiere del bianco · e1 torre del bianco | c8 alfiere del bianco · f8 alfiere del nero · d7 cavallo del nero · e7 pedone del nero · f7 pedone del nero · g7 pedone del nero · d6 donna del bianco · f6 cavallo del bianco · g6 pedone del nero · a5 torre del bianco · b5 alfiere del nero · e5 cavallo del bianco · f5 re del nero · h4 pedone del bianco · a3 re del bianco · b3 pedone del nero · a2 pedone del nero · b2 torre del nero · c2 pedone del nero · a1 cavallo del nero · b1 donna del nero · c1 alfiere del bianco · e1 torre del bianco | c8 alfiere del bianco · f8 alfiere del nero · d7 cavallo del nero · e7 pedone del nero · f7 pedone del nero · g7 pedone del nero · d6 donna del bianco · f6 cavallo del bianco · g6 pedone del nero · a5 torre del bianco · b5 alfiere del nero · e5 cavallo del bianco · f5 re del nero · h4 pedone del bianco · a3 re del bianco · b3 pedone del nero · a2 pedone del nero · b2 torre del nero · c2 pedone del nero · a1 cavallo del nero · b1 donna del nero · c1 alfiere del bianco · e1 torre del bianco | c8 alfiere del bianco · f8 alfiere del nero · d7 cavallo del nero · e7 pedone del nero · f7 pedone del nero · g7 pedone del nero · d6 donna del bianco · f6 cavallo del bianco · g6 pedone del nero · a5 torre del bianco · b5 alfiere del nero · e5 cavallo del bianco · f5 re del nero · h4 pedone del bianco · a3 re del bianco · b3 pedone del nero · a2 pedone del nero · b2 torre del nero · c2 pedone del nero · a1 cavallo del nero · b1 donna del nero · c1 alfiere del bianco · e1 torre del bianco | c8 alfiere del bianco · f8 alfiere del nero · d7 cavallo del nero · e7 pedone del nero · f7 pedone del nero · g7 pedone del nero · d6 donna del bianco · f6 cavallo del bianco · g6 pedone del nero · a5 torre del bianco · b5 alfiere del nero · e5 cavallo del bianco · f5 re del nero · h4 pedone del bianco · a3 re del bianco · b3 pedone del nero · a2 pedone del nero · b2 torre del nero · c2 pedone del nero · a1 cavallo del nero · b1 donna del nero · c1 alfiere del bianco · e1 torre del bianco | c8 alfiere del bianco · f8 alfiere del nero · d7 cavallo del nero · e7 pedone del nero · f7 pedone del nero · g7 pedone del nero · d6 donna del bianco · f6 cavallo del bianco · g6 pedone del nero · a5 torre del bianco · b5 alfiere del nero · e5 cavallo del bianco · f5 re del nero · h4 pedone del bianco · a3 re del bianco · b3 pedone del nero · a2 pedone del nero · b2 torre del nero · c2 pedone del nero · a1 cavallo del nero · b1 donna del nero · c1 alfiere del bianco · e1 torre del bianco | 6 |
| 5 | c8 alfiere del bianco · f8 alfiere del nero · d7 cavallo del nero · e7 pedone del nero · f7 pedone del nero · g7 pedone del nero · d6 donna del bianco · f6 cavallo del bianco · g6 pedone del nero · a5 torre del bianco · b5 alfiere del nero · e5 cavallo del bianco · f5 re del nero · h4 pedone del bianco · a3 re del bianco · b3 pedone del nero · a2 pedone del nero · b2 torre del nero · c2 pedone del nero · a1 cavallo del nero · b1 donna del nero · c1 alfiere del bianco · e1 torre del bianco | c8 alfiere del bianco · f8 alfiere del nero · d7 cavallo del nero · e7 pedone del nero · f7 pedone del nero · g7 pedone del nero · d6 donna del bianco · f6 cavallo del bianco · g6 pedone del nero · a5 torre del bianco · b5 alfiere del nero · e5 cavallo del bianco · f5 re del nero · h4 pedone del bianco · a3 re del bianco · b3 pedone del nero · a2 pedone del nero · b2 torre del nero · c2 pedone del nero · a1 cavallo del nero · b1 donna del nero · c1 alfiere del bianco · e1 torre del bianco | c8 alfiere del bianco · f8 alfiere del nero · d7 cavallo del nero · e7 pedone del nero · f7 pedone del nero · g7 pedone del nero · d6 donna del bianco · f6 cavallo del bianco · g6 pedone del nero · a5 torre del bianco · b5 alfiere del nero · e5 cavallo del bianco · f5 re del nero · h4 pedone del bianco · a3 re del bianco · b3 pedone del nero · a2 pedone del nero · b2 torre del nero · c2 pedone del nero · a1 cavallo del nero · b1 donna del nero · c1 alfiere del bianco · e1 torre del bianco | c8 alfiere del bianco · f8 alfiere del nero · d7 cavallo del nero · e7 pedone del nero · f7 pedone del nero · g7 pedone del nero · d6 donna del bianco · f6 cavallo del bianco · g6 pedone del nero · a5 torre del bianco · b5 alfiere del nero · e5 cavallo del bianco · f5 re del nero · h4 pedone del bianco · a3 re del bianco · b3 pedone del nero · a2 pedone del nero · b2 torre del nero · c2 pedone del nero · a1 cavallo del nero · b1 donna del nero · c1 alfiere del bianco · e1 torre del bianco | c8 alfiere del bianco · f8 alfiere del nero · d7 cavallo del nero · e7 pedone del nero · f7 pedone del nero · g7 pedone del nero · d6 donna del bianco · f6 cavallo del bianco · g6 pedone del nero · a5 torre del bianco · b5 alfiere del nero · e5 cavallo del bianco · f5 re del nero · h4 pedone del bianco · a3 re del bianco · b3 pedone del nero · a2 pedone del nero · b2 torre del nero · c2 pedone del nero · a1 cavallo del nero · b1 donna del nero · c1 alfiere del bianco · e1 torre del bianco | c8 alfiere del bianco · f8 alfiere del nero · d7 cavallo del nero · e7 pedone del nero · f7 pedone del nero · g7 pedone del nero · d6 donna del bianco · f6 cavallo del bianco · g6 pedone del nero · a5 torre del bianco · b5 alfiere del nero · e5 cavallo del bianco · f5 re del nero · h4 pedone del bianco · a3 re del bianco · b3 pedone del nero · a2 pedone del nero · b2 torre del nero · c2 pedone del nero · a1 cavallo del nero · b1 donna del nero · c1 alfiere del bianco · e1 torre del bianco | c8 alfiere del bianco · f8 alfiere del nero · d7 cavallo del nero · e7 pedone del nero · f7 pedone del nero · g7 pedone del nero · d6 donna del bianco · f6 cavallo del bianco · g6 pedone del nero · a5 torre del bianco · b5 alfiere del nero · e5 cavallo del bianco · f5 re del nero · h4 pedone del bianco · a3 re del bianco · b3 pedone del nero · a2 pedone del nero · b2 torre del nero · c2 pedone del nero · a1 cavallo del nero · b1 donna del nero · c1 alfiere del bianco · e1 torre del bianco | c8 alfiere del bianco · f8 alfiere del nero · d7 cavallo del nero · e7 pedone del nero · f7 pedone del nero · g7 pedone del nero · d6 donna del bianco · f6 cavallo del bianco · g6 pedone del nero · a5 torre del bianco · b5 alfiere del nero · e5 cavallo del bianco · f5 re del nero · h4 pedone del bianco · a3 re del bianco · b3 pedone del nero · a2 pedone del nero · b2 torre del nero · c2 pedone del nero · a1 cavallo del nero · b1 donna del nero · c1 alfiere del bianco · e1 torre del bianco | 5 |
| 4 | c8 alfiere del bianco · f8 alfiere del nero · d7 cavallo del nero · e7 pedone del nero · f7 pedone del nero · g7 pedone del nero · d6 donna del bianco · f6 cavallo del bianco · g6 pedone del nero · a5 torre del bianco · b5 alfiere del nero · e5 cavallo del bianco · f5 re del nero · h4 pedone del bianco · a3 re del bianco · b3 pedone del nero · a2 pedone del nero · b2 torre del nero · c2 pedone del nero · a1 cavallo del nero · b1 donna del nero · c1 alfiere del bianco · e1 torre del bianco | c8 alfiere del bianco · f8 alfiere del nero · d7 cavallo del nero · e7 pedone del nero · f7 pedone del nero · g7 pedone del nero · d6 donna del bianco · f6 cavallo del bianco · g6 pedone del nero · a5 torre del bianco · b5 alfiere del nero · e5 cavallo del bianco · f5 re del nero · h4 pedone del bianco · a3 re del bianco · b3 pedone del nero · a2 pedone del nero · b2 torre del nero · c2 pedone del nero · a1 cavallo del nero · b1 donna del nero · c1 alfiere del bianco · e1 torre del bianco | c8 alfiere del bianco · f8 alfiere del nero · d7 cavallo del nero · e7 pedone del nero · f7 pedone del nero · g7 pedone del nero · d6 donna del bianco · f6 cavallo del bianco · g6 pedone del nero · a5 torre del bianco · b5 alfiere del nero · e5 cavallo del bianco · f5 re del nero · h4 pedone del bianco · a3 re del bianco · b3 pedone del nero · a2 pedone del nero · b2 torre del nero · c2 pedone del nero · a1 cavallo del nero · b1 donna del nero · c1 alfiere del bianco · e1 torre del bianco | c8 alfiere del bianco · f8 alfiere del nero · d7 cavallo del nero · e7 pedone del nero · f7 pedone del nero · g7 pedone del nero · d6 donna del bianco · f6 cavallo del bianco · g6 pedone del nero · a5 torre del bianco · b5 alfiere del nero · e5 cavallo del bianco · f5 re del nero · h4 pedone del bianco · a3 re del bianco · b3 pedone del nero · a2 pedone del nero · b2 torre del nero · c2 pedone del nero · a1 cavallo del nero · b1 donna del nero · c1 alfiere del bianco · e1 torre del bianco | c8 alfiere del bianco · f8 alfiere del nero · d7 cavallo del nero · e7 pedone del nero · f7 pedone del nero · g7 pedone del nero · d6 donna del bianco · f6 cavallo del bianco · g6 pedone del nero · a5 torre del bianco · b5 alfiere del nero · e5 cavallo del bianco · f5 re del nero · h4 pedone del bianco · a3 re del bianco · b3 pedone del nero · a2 pedone del nero · b2 torre del nero · c2 pedone del nero · a1 cavallo del nero · b1 donna del nero · c1 alfiere del bianco · e1 torre del bianco | c8 alfiere del bianco · f8 alfiere del nero · d7 cavallo del nero · e7 pedone del nero · f7 pedone del nero · g7 pedone del nero · d6 donna del bianco · f6 cavallo del bianco · g6 pedone del nero · a5 torre del bianco · b5 alfiere del nero · e5 cavallo del bianco · f5 re del nero · h4 pedone del bianco · a3 re del bianco · b3 pedone del nero · a2 pedone del nero · b2 torre del nero · c2 pedone del nero · a1 cavallo del nero · b1 donna del nero · c1 alfiere del bianco · e1 torre del bianco | c8 alfiere del bianco · f8 alfiere del nero · d7 cavallo del nero · e7 pedone del nero · f7 pedone del nero · g7 pedone del nero · d6 donna del bianco · f6 cavallo del bianco · g6 pedone del nero · a5 torre del bianco · b5 alfiere del nero · e5 cavallo del bianco · f5 re del nero · h4 pedone del bianco · a3 re del bianco · b3 pedone del nero · a2 pedone del nero · b2 torre del nero · c2 pedone del nero · a1 cavallo del nero · b1 donna del nero · c1 alfiere del bianco · e1 torre del bianco | c8 alfiere del bianco · f8 alfiere del nero · d7 cavallo del nero · e7 pedone del nero · f7 pedone del nero · g7 pedone del nero · d6 donna del bianco · f6 cavallo del bianco · g6 pedone del nero · a5 torre del bianco · b5 alfiere del nero · e5 cavallo del bianco · f5 re del nero · h4 pedone del bianco · a3 re del bianco · b3 pedone del nero · a2 pedone del nero · b2 torre del nero · c2 pedone del nero · a1 cavallo del nero · b1 donna del nero · c1 alfiere del bianco · e1 torre del bianco | 4 |
| 3 | c8 alfiere del bianco · f8 alfiere del nero · d7 cavallo del nero · e7 pedone del nero · f7 pedone del nero · g7 pedone del nero · d6 donna del bianco · f6 cavallo del bianco · g6 pedone del nero · a5 torre del bianco · b5 alfiere del nero · e5 cavallo del bianco · f5 re del nero · h4 pedone del bianco · a3 re del bianco · b3 pedone del nero · a2 pedone del nero · b2 torre del nero · c2 pedone del nero · a1 cavallo del nero · b1 donna del nero · c1 alfiere del bianco · e1 torre del bianco | c8 alfiere del bianco · f8 alfiere del nero · d7 cavallo del nero · e7 pedone del nero · f7 pedone del nero · g7 pedone del nero · d6 donna del bianco · f6 cavallo del bianco · g6 pedone del nero · a5 torre del bianco · b5 alfiere del nero · e5 cavallo del bianco · f5 re del nero · h4 pedone del bianco · a3 re del bianco · b3 pedone del nero · a2 pedone del nero · b2 torre del nero · c2 pedone del nero · a1 cavallo del nero · b1 donna del nero · c1 alfiere del bianco · e1 torre del bianco | c8 alfiere del bianco · f8 alfiere del nero · d7 cavallo del nero · e7 pedone del nero · f7 pedone del nero · g7 pedone del nero · d6 donna del bianco · f6 cavallo del bianco · g6 pedone del nero · a5 torre del bianco · b5 alfiere del nero · e5 cavallo del bianco · f5 re del nero · h4 pedone del bianco · a3 re del bianco · b3 pedone del nero · a2 pedone del nero · b2 torre del nero · c2 pedone del nero · a1 cavallo del nero · b1 donna del nero · c1 alfiere del bianco · e1 torre del bianco | c8 alfiere del bianco · f8 alfiere del nero · d7 cavallo del nero · e7 pedone del nero · f7 pedone del nero · g7 pedone del nero · d6 donna del bianco · f6 cavallo del bianco · g6 pedone del nero · a5 torre del bianco · b5 alfiere del nero · e5 cavallo del bianco · f5 re del nero · h4 pedone del bianco · a3 re del bianco · b3 pedone del nero · a2 pedone del nero · b2 torre del nero · c2 pedone del nero · a1 cavallo del nero · b1 donna del nero · c1 alfiere del bianco · e1 torre del bianco | c8 alfiere del bianco · f8 alfiere del nero · d7 cavallo del nero · e7 pedone del nero · f7 pedone del nero · g7 pedone del nero · d6 donna del bianco · f6 cavallo del bianco · g6 pedone del nero · a5 torre del bianco · b5 alfiere del nero · e5 cavallo del bianco · f5 re del nero · h4 pedone del bianco · a3 re del bianco · b3 pedone del nero · a2 pedone del nero · b2 torre del nero · c2 pedone del nero · a1 cavallo del nero · b1 donna del nero · c1 alfiere del bianco · e1 torre del bianco | c8 alfiere del bianco · f8 alfiere del nero · d7 cavallo del nero · e7 pedone del nero · f7 pedone del nero · g7 pedone del nero · d6 donna del bianco · f6 cavallo del bianco · g6 pedone del nero · a5 torre del bianco · b5 alfiere del nero · e5 cavallo del bianco · f5 re del nero · h4 pedone del bianco · a3 re del bianco · b3 pedone del nero · a2 pedone del nero · b2 torre del nero · c2 pedone del nero · a1 cavallo del nero · b1 donna del nero · c1 alfiere del bianco · e1 torre del bianco | c8 alfiere del bianco · f8 alfiere del nero · d7 cavallo del nero · e7 pedone del nero · f7 pedone del nero · g7 pedone del nero · d6 donna del bianco · f6 cavallo del bianco · g6 pedone del nero · a5 torre del bianco · b5 alfiere del nero · e5 cavallo del bianco · f5 re del nero · h4 pedone del bianco · a3 re del bianco · b3 pedone del nero · a2 pedone del nero · b2 torre del nero · c2 pedone del nero · a1 cavallo del nero · b1 donna del nero · c1 alfiere del bianco · e1 torre del bianco | c8 alfiere del bianco · f8 alfiere del nero · d7 cavallo del nero · e7 pedone del nero · f7 pedone del nero · g7 pedone del nero · d6 donna del bianco · f6 cavallo del bianco · g6 pedone del nero · a5 torre del bianco · b5 alfiere del nero · e5 cavallo del bianco · f5 re del nero · h4 pedone del bianco · a3 re del bianco · b3 pedone del nero · a2 pedone del nero · b2 torre del nero · c2 pedone del nero · a1 cavallo del nero · b1 donna del nero · c1 alfiere del bianco · e1 torre del bianco | 3 |
| 2 | c8 alfiere del bianco · f8 alfiere del nero · d7 cavallo del nero · e7 pedone del nero · f7 pedone del nero · g7 pedone del nero · d6 donna del bianco · f6 cavallo del bianco · g6 pedone del nero · a5 torre del bianco · b5 alfiere del nero · e5 cavallo del bianco · f5 re del nero · h4 pedone del bianco · a3 re del bianco · b3 pedone del nero · a2 pedone del nero · b2 torre del nero · c2 pedone del nero · a1 cavallo del nero · b1 donna del nero · c1 alfiere del bianco · e1 torre del bianco | c8 alfiere del bianco · f8 alfiere del nero · d7 cavallo del nero · e7 pedone del nero · f7 pedone del nero · g7 pedone del nero · d6 donna del bianco · f6 cavallo del bianco · g6 pedone del nero · a5 torre del bianco · b5 alfiere del nero · e5 cavallo del bianco · f5 re del nero · h4 pedone del bianco · a3 re del bianco · b3 pedone del nero · a2 pedone del nero · b2 torre del nero · c2 pedone del nero · a1 cavallo del nero · b1 donna del nero · c1 alfiere del bianco · e1 torre del bianco | c8 alfiere del bianco · f8 alfiere del nero · d7 cavallo del nero · e7 pedone del nero · f7 pedone del nero · g7 pedone del nero · d6 donna del bianco · f6 cavallo del bianco · g6 pedone del nero · a5 torre del bianco · b5 alfiere del nero · e5 cavallo del bianco · f5 re del nero · h4 pedone del bianco · a3 re del bianco · b3 pedone del nero · a2 pedone del nero · b2 torre del nero · c2 pedone del nero · a1 cavallo del nero · b1 donna del nero · c1 alfiere del bianco · e1 torre del bianco | c8 alfiere del bianco · f8 alfiere del nero · d7 cavallo del nero · e7 pedone del nero · f7 pedone del nero · g7 pedone del nero · d6 donna del bianco · f6 cavallo del bianco · g6 pedone del nero · a5 torre del bianco · b5 alfiere del nero · e5 cavallo del bianco · f5 re del nero · h4 pedone del bianco · a3 re del bianco · b3 pedone del nero · a2 pedone del nero · b2 torre del nero · c2 pedone del nero · a1 cavallo del nero · b1 donna del nero · c1 alfiere del bianco · e1 torre del bianco | c8 alfiere del bianco · f8 alfiere del nero · d7 cavallo del nero · e7 pedone del nero · f7 pedone del nero · g7 pedone del nero · d6 donna del bianco · f6 cavallo del bianco · g6 pedone del nero · a5 torre del bianco · b5 alfiere del nero · e5 cavallo del bianco · f5 re del nero · h4 pedone del bianco · a3 re del bianco · b3 pedone del nero · a2 pedone del nero · b2 torre del nero · c2 pedone del nero · a1 cavallo del nero · b1 donna del nero · c1 alfiere del bianco · e1 torre del bianco | c8 alfiere del bianco · f8 alfiere del nero · d7 cavallo del nero · e7 pedone del nero · f7 pedone del nero · g7 pedone del nero · d6 donna del bianco · f6 cavallo del bianco · g6 pedone del nero · a5 torre del bianco · b5 alfiere del nero · e5 cavallo del bianco · f5 re del nero · h4 pedone del bianco · a3 re del bianco · b3 pedone del nero · a2 pedone del nero · b2 torre del nero · c2 pedone del nero · a1 cavallo del nero · b1 donna del nero · c1 alfiere del bianco · e1 torre del bianco | c8 alfiere del bianco · f8 alfiere del nero · d7 cavallo del nero · e7 pedone del nero · f7 pedone del nero · g7 pedone del nero · d6 donna del bianco · f6 cavallo del bianco · g6 pedone del nero · a5 torre del bianco · b5 alfiere del nero · e5 cavallo del bianco · f5 re del nero · h4 pedone del bianco · a3 re del bianco · b3 pedone del nero · a2 pedone del nero · b2 torre del nero · c2 pedone del nero · a1 cavallo del nero · b1 donna del nero · c1 alfiere del bianco · e1 torre del bianco | c8 alfiere del bianco · f8 alfiere del nero · d7 cavallo del nero · e7 pedone del nero · f7 pedone del nero · g7 pedone del nero · d6 donna del bianco · f6 cavallo del bianco · g6 pedone del nero · a5 torre del bianco · b5 alfiere del nero · e5 cavallo del bianco · f5 re del nero · h4 pedone del bianco · a3 re del bianco · b3 pedone del nero · a2 pedone del nero · b2 torre del nero · c2 pedone del nero · a1 cavallo del nero · b1 donna del nero · c1 alfiere del bianco · e1 torre del bianco | 2 |
| 1 | c8 alfiere del bianco · f8 alfiere del nero · d7 cavallo del nero · e7 pedone del nero · f7 pedone del nero · g7 pedone del nero · d6 donna del bianco · f6 cavallo del bianco · g6 pedone del nero · a5 torre del bianco · b5 alfiere del nero · e5 cavallo del bianco · f5 re del nero · h4 pedone del bianco · a3 re del bianco · b3 pedone del nero · a2 pedone del nero · b2 torre del nero · c2 pedone del nero · a1 cavallo del nero · b1 donna del nero · c1 alfiere del bianco · e1 torre del bianco | c8 alfiere del bianco · f8 alfiere del nero · d7 cavallo del nero · e7 pedone del nero · f7 pedone del nero · g7 pedone del nero · d6 donna del bianco · f6 cavallo del bianco · g6 pedone del nero · a5 torre del bianco · b5 alfiere del nero · e5 cavallo del bianco · f5 re del nero · h4 pedone del bianco · a3 re del bianco · b3 pedone del nero · a2 pedone del nero · b2 torre del nero · c2 pedone del nero · a1 cavallo del nero · b1 donna del nero · c1 alfiere del bianco · e1 torre del bianco | c8 alfiere del bianco · f8 alfiere del nero · d7 cavallo del nero · e7 pedone del nero · f7 pedone del nero · g7 pedone del nero · d6 donna del bianco · f6 cavallo del bianco · g6 pedone del nero · a5 torre del bianco · b5 alfiere del nero · e5 cavallo del bianco · f5 re del nero · h4 pedone del bianco · a3 re del bianco · b3 pedone del nero · a2 pedone del nero · b2 torre del nero · c2 pedone del nero · a1 cavallo del nero · b1 donna del nero · c1 alfiere del bianco · e1 torre del bianco | c8 alfiere del bianco · f8 alfiere del nero · d7 cavallo del nero · e7 pedone del nero · f7 pedone del nero · g7 pedone del nero · d6 donna del bianco · f6 cavallo del bianco · g6 pedone del nero · a5 torre del bianco · b5 alfiere del nero · e5 cavallo del bianco · f5 re del nero · h4 pedone del bianco · a3 re del bianco · b3 pedone del nero · a2 pedone del nero · b2 torre del nero · c2 pedone del nero · a1 cavallo del nero · b1 donna del nero · c1 alfiere del bianco · e1 torre del bianco | c8 alfiere del bianco · f8 alfiere del nero · d7 cavallo del nero · e7 pedone del nero · f7 pedone del nero · g7 pedone del nero · d6 donna del bianco · f6 cavallo del bianco · g6 pedone del nero · a5 torre del bianco · b5 alfiere del nero · e5 cavallo del bianco · f5 re del nero · h4 pedone del bianco · a3 re del bianco · b3 pedone del nero · a2 pedone del nero · b2 torre del nero · c2 pedone del nero · a1 cavallo del nero · b1 donna del nero · c1 alfiere del bianco · e1 torre del bianco | c8 alfiere del bianco · f8 alfiere del nero · d7 cavallo del nero · e7 pedone del nero · f7 pedone del nero · g7 pedone del nero · d6 donna del bianco · f6 cavallo del bianco · g6 pedone del nero · a5 torre del bianco · b5 alfiere del nero · e5 cavallo del bianco · f5 re del nero · h4 pedone del bianco · a3 re del bianco · b3 pedone del nero · a2 pedone del nero · b2 torre del nero · c2 pedone del nero · a1 cavallo del nero · b1 donna del nero · c1 alfiere del bianco · e1 torre del bianco | c8 alfiere del bianco · f8 alfiere del nero · d7 cavallo del nero · e7 pedone del nero · f7 pedone del nero · g7 pedone del nero · d6 donna del bianco · f6 cavallo del bianco · g6 pedone del nero · a5 torre del bianco · b5 alfiere del nero · e5 cavallo del bianco · f5 re del nero · h4 pedone del bianco · a3 re del bianco · b3 pedone del nero · a2 pedone del nero · b2 torre del nero · c2 pedone del nero · a1 cavallo del nero · b1 donna del nero · c1 alfiere del bianco · e1 torre del bianco | c8 alfiere del bianco · f8 alfiere del nero · d7 cavallo del nero · e7 pedone del nero · f7 pedone del nero · g7 pedone del nero · d6 donna del bianco · f6 cavallo del bianco · g6 pedone del nero · a5 torre del bianco · b5 alfiere del nero · e5 cavallo del bianco · f5 re del nero · h4 pedone del bianco · a3 re del bianco · b3 pedone del nero · a2 pedone del nero · b2 torre del nero · c2 pedone del nero · a1 cavallo del nero · b1 donna del nero · c1 alfiere del bianco · e1 torre del bianco | 1 |
|   | a | b | c | d | e | f | g | h |   |

Soluzione:
Tentativo: 1. Cexd7? ...exd6!

Chiave: 1. Ceg4!
1... gxf6 2. Df4#

1... Dxc1 2. De5#

1... g5 2. Dd3#

1... exd6/exf6 2. Axd7#

1... e6 2. Tf1#

|   | a | b | c | d | e | f | g | h |   |
| 8 | h8 alfiere del bianco · a7 re del bianco · d7 donna del bianco · f7 torre del bianco · g7 donna del nero · h7 cavallo del bianco · a6 pedone del nero · d6 pedone del bianco · f6 torre del nero · g6 pedone del bianco · a5 torre del nero · e5 re del nero · g5 cavallo del bianco · h5 torre del bianco · e3 pedone del bianco · h3 alfiere del nero · a2 alfiere del bianco · f2 pedone del bianco · g1 cavallo del nero | h8 alfiere del bianco · a7 re del bianco · d7 donna del bianco · f7 torre del bianco · g7 donna del nero · h7 cavallo del bianco · a6 pedone del nero · d6 pedone del bianco · f6 torre del nero · g6 pedone del bianco · a5 torre del nero · e5 re del nero · g5 cavallo del bianco · h5 torre del bianco · e3 pedone del bianco · h3 alfiere del nero · a2 alfiere del bianco · f2 pedone del bianco · g1 cavallo del nero | h8 alfiere del bianco · a7 re del bianco · d7 donna del bianco · f7 torre del bianco · g7 donna del nero · h7 cavallo del bianco · a6 pedone del nero · d6 pedone del bianco · f6 torre del nero · g6 pedone del bianco · a5 torre del nero · e5 re del nero · g5 cavallo del bianco · h5 torre del bianco · e3 pedone del bianco · h3 alfiere del nero · a2 alfiere del bianco · f2 pedone del bianco · g1 cavallo del nero | h8 alfiere del bianco · a7 re del bianco · d7 donna del bianco · f7 torre del bianco · g7 donna del nero · h7 cavallo del bianco · a6 pedone del nero · d6 pedone del bianco · f6 torre del nero · g6 pedone del bianco · a5 torre del nero · e5 re del nero · g5 cavallo del bianco · h5 torre del bianco · e3 pedone del bianco · h3 alfiere del nero · a2 alfiere del bianco · f2 pedone del bianco · g1 cavallo del nero | h8 alfiere del bianco · a7 re del bianco · d7 donna del bianco · f7 torre del bianco · g7 donna del nero · h7 cavallo del bianco · a6 pedone del nero · d6 pedone del bianco · f6 torre del nero · g6 pedone del bianco · a5 torre del nero · e5 re del nero · g5 cavallo del bianco · h5 torre del bianco · e3 pedone del bianco · h3 alfiere del nero · a2 alfiere del bianco · f2 pedone del bianco · g1 cavallo del nero | h8 alfiere del bianco · a7 re del bianco · d7 donna del bianco · f7 torre del bianco · g7 donna del nero · h7 cavallo del bianco · a6 pedone del nero · d6 pedone del bianco · f6 torre del nero · g6 pedone del bianco · a5 torre del nero · e5 re del nero · g5 cavallo del bianco · h5 torre del bianco · e3 pedone del bianco · h3 alfiere del nero · a2 alfiere del bianco · f2 pedone del bianco · g1 cavallo del nero | h8 alfiere del bianco · a7 re del bianco · d7 donna del bianco · f7 torre del bianco · g7 donna del nero · h7 cavallo del bianco · a6 pedone del nero · d6 pedone del bianco · f6 torre del nero · g6 pedone del bianco · a5 torre del nero · e5 re del nero · g5 cavallo del bianco · h5 torre del bianco · e3 pedone del bianco · h3 alfiere del nero · a2 alfiere del bianco · f2 pedone del bianco · g1 cavallo del nero | h8 alfiere del bianco · a7 re del bianco · d7 donna del bianco · f7 torre del bianco · g7 donna del nero · h7 cavallo del bianco · a6 pedone del nero · d6 pedone del bianco · f6 torre del nero · g6 pedone del bianco · a5 torre del nero · e5 re del nero · g5 cavallo del bianco · h5 torre del bianco · e3 pedone del bianco · h3 alfiere del nero · a2 alfiere del bianco · f2 pedone del bianco · g1 cavallo del nero | 8 |
| 7 | h8 alfiere del bianco · a7 re del bianco · d7 donna del bianco · f7 torre del bianco · g7 donna del nero · h7 cavallo del bianco · a6 pedone del nero · d6 pedone del bianco · f6 torre del nero · g6 pedone del bianco · a5 torre del nero · e5 re del nero · g5 cavallo del bianco · h5 torre del bianco · e3 pedone del bianco · h3 alfiere del nero · a2 alfiere del bianco · f2 pedone del bianco · g1 cavallo del nero | h8 alfiere del bianco · a7 re del bianco · d7 donna del bianco · f7 torre del bianco · g7 donna del nero · h7 cavallo del bianco · a6 pedone del nero · d6 pedone del bianco · f6 torre del nero · g6 pedone del bianco · a5 torre del nero · e5 re del nero · g5 cavallo del bianco · h5 torre del bianco · e3 pedone del bianco · h3 alfiere del nero · a2 alfiere del bianco · f2 pedone del bianco · g1 cavallo del nero | h8 alfiere del bianco · a7 re del bianco · d7 donna del bianco · f7 torre del bianco · g7 donna del nero · h7 cavallo del bianco · a6 pedone del nero · d6 pedone del bianco · f6 torre del nero · g6 pedone del bianco · a5 torre del nero · e5 re del nero · g5 cavallo del bianco · h5 torre del bianco · e3 pedone del bianco · h3 alfiere del nero · a2 alfiere del bianco · f2 pedone del bianco · g1 cavallo del nero | h8 alfiere del bianco · a7 re del bianco · d7 donna del bianco · f7 torre del bianco · g7 donna del nero · h7 cavallo del bianco · a6 pedone del nero · d6 pedone del bianco · f6 torre del nero · g6 pedone del bianco · a5 torre del nero · e5 re del nero · g5 cavallo del bianco · h5 torre del bianco · e3 pedone del bianco · h3 alfiere del nero · a2 alfiere del bianco · f2 pedone del bianco · g1 cavallo del nero | h8 alfiere del bianco · a7 re del bianco · d7 donna del bianco · f7 torre del bianco · g7 donna del nero · h7 cavallo del bianco · a6 pedone del nero · d6 pedone del bianco · f6 torre del nero · g6 pedone del bianco · a5 torre del nero · e5 re del nero · g5 cavallo del bianco · h5 torre del bianco · e3 pedone del bianco · h3 alfiere del nero · a2 alfiere del bianco · f2 pedone del bianco · g1 cavallo del nero | h8 alfiere del bianco · a7 re del bianco · d7 donna del bianco · f7 torre del bianco · g7 donna del nero · h7 cavallo del bianco · a6 pedone del nero · d6 pedone del bianco · f6 torre del nero · g6 pedone del bianco · a5 torre del nero · e5 re del nero · g5 cavallo del bianco · h5 torre del bianco · e3 pedone del bianco · h3 alfiere del nero · a2 alfiere del bianco · f2 pedone del bianco · g1 cavallo del nero | h8 alfiere del bianco · a7 re del bianco · d7 donna del bianco · f7 torre del bianco · g7 donna del nero · h7 cavallo del bianco · a6 pedone del nero · d6 pedone del bianco · f6 torre del nero · g6 pedone del bianco · a5 torre del nero · e5 re del nero · g5 cavallo del bianco · h5 torre del bianco · e3 pedone del bianco · h3 alfiere del nero · a2 alfiere del bianco · f2 pedone del bianco · g1 cavallo del nero | h8 alfiere del bianco · a7 re del bianco · d7 donna del bianco · f7 torre del bianco · g7 donna del nero · h7 cavallo del bianco · a6 pedone del nero · d6 pedone del bianco · f6 torre del nero · g6 pedone del bianco · a5 torre del nero · e5 re del nero · g5 cavallo del bianco · h5 torre del bianco · e3 pedone del bianco · h3 alfiere del nero · a2 alfiere del bianco · f2 pedone del bianco · g1 cavallo del nero | 7 |
| 6 | h8 alfiere del bianco · a7 re del bianco · d7 donna del bianco · f7 torre del bianco · g7 donna del nero · h7 cavallo del bianco · a6 pedone del nero · d6 pedone del bianco · f6 torre del nero · g6 pedone del bianco · a5 torre del nero · e5 re del nero · g5 cavallo del bianco · h5 torre del bianco · e3 pedone del bianco · h3 alfiere del nero · a2 alfiere del bianco · f2 pedone del bianco · g1 cavallo del nero | h8 alfiere del bianco · a7 re del bianco · d7 donna del bianco · f7 torre del bianco · g7 donna del nero · h7 cavallo del bianco · a6 pedone del nero · d6 pedone del bianco · f6 torre del nero · g6 pedone del bianco · a5 torre del nero · e5 re del nero · g5 cavallo del bianco · h5 torre del bianco · e3 pedone del bianco · h3 alfiere del nero · a2 alfiere del bianco · f2 pedone del bianco · g1 cavallo del nero | h8 alfiere del bianco · a7 re del bianco · d7 donna del bianco · f7 torre del bianco · g7 donna del nero · h7 cavallo del bianco · a6 pedone del nero · d6 pedone del bianco · f6 torre del nero · g6 pedone del bianco · a5 torre del nero · e5 re del nero · g5 cavallo del bianco · h5 torre del bianco · e3 pedone del bianco · h3 alfiere del nero · a2 alfiere del bianco · f2 pedone del bianco · g1 cavallo del nero | h8 alfiere del bianco · a7 re del bianco · d7 donna del bianco · f7 torre del bianco · g7 donna del nero · h7 cavallo del bianco · a6 pedone del nero · d6 pedone del bianco · f6 torre del nero · g6 pedone del bianco · a5 torre del nero · e5 re del nero · g5 cavallo del bianco · h5 torre del bianco · e3 pedone del bianco · h3 alfiere del nero · a2 alfiere del bianco · f2 pedone del bianco · g1 cavallo del nero | h8 alfiere del bianco · a7 re del bianco · d7 donna del bianco · f7 torre del bianco · g7 donna del nero · h7 cavallo del bianco · a6 pedone del nero · d6 pedone del bianco · f6 torre del nero · g6 pedone del bianco · a5 torre del nero · e5 re del nero · g5 cavallo del bianco · h5 torre del bianco · e3 pedone del bianco · h3 alfiere del nero · a2 alfiere del bianco · f2 pedone del bianco · g1 cavallo del nero | h8 alfiere del bianco · a7 re del bianco · d7 donna del bianco · f7 torre del bianco · g7 donna del nero · h7 cavallo del bianco · a6 pedone del nero · d6 pedone del bianco · f6 torre del nero · g6 pedone del bianco · a5 torre del nero · e5 re del nero · g5 cavallo del bianco · h5 torre del bianco · e3 pedone del bianco · h3 alfiere del nero · a2 alfiere del bianco · f2 pedone del bianco · g1 cavallo del nero | h8 alfiere del bianco · a7 re del bianco · d7 donna del bianco · f7 torre del bianco · g7 donna del nero · h7 cavallo del bianco · a6 pedone del nero · d6 pedone del bianco · f6 torre del nero · g6 pedone del bianco · a5 torre del nero · e5 re del nero · g5 cavallo del bianco · h5 torre del bianco · e3 pedone del bianco · h3 alfiere del nero · a2 alfiere del bianco · f2 pedone del bianco · g1 cavallo del nero | h8 alfiere del bianco · a7 re del bianco · d7 donna del bianco · f7 torre del bianco · g7 donna del nero · h7 cavallo del bianco · a6 pedone del nero · d6 pedone del bianco · f6 torre del nero · g6 pedone del bianco · a5 torre del nero · e5 re del nero · g5 cavallo del bianco · h5 torre del bianco · e3 pedone del bianco · h3 alfiere del nero · a2 alfiere del bianco · f2 pedone del bianco · g1 cavallo del nero | 6 |
| 5 | h8 alfiere del bianco · a7 re del bianco · d7 donna del bianco · f7 torre del bianco · g7 donna del nero · h7 cavallo del bianco · a6 pedone del nero · d6 pedone del bianco · f6 torre del nero · g6 pedone del bianco · a5 torre del nero · e5 re del nero · g5 cavallo del bianco · h5 torre del bianco · e3 pedone del bianco · h3 alfiere del nero · a2 alfiere del bianco · f2 pedone del bianco · g1 cavallo del nero | h8 alfiere del bianco · a7 re del bianco · d7 donna del bianco · f7 torre del bianco · g7 donna del nero · h7 cavallo del bianco · a6 pedone del nero · d6 pedone del bianco · f6 torre del nero · g6 pedone del bianco · a5 torre del nero · e5 re del nero · g5 cavallo del bianco · h5 torre del bianco · e3 pedone del bianco · h3 alfiere del nero · a2 alfiere del bianco · f2 pedone del bianco · g1 cavallo del nero | h8 alfiere del bianco · a7 re del bianco · d7 donna del bianco · f7 torre del bianco · g7 donna del nero · h7 cavallo del bianco · a6 pedone del nero · d6 pedone del bianco · f6 torre del nero · g6 pedone del bianco · a5 torre del nero · e5 re del nero · g5 cavallo del bianco · h5 torre del bianco · e3 pedone del bianco · h3 alfiere del nero · a2 alfiere del bianco · f2 pedone del bianco · g1 cavallo del nero | h8 alfiere del bianco · a7 re del bianco · d7 donna del bianco · f7 torre del bianco · g7 donna del nero · h7 cavallo del bianco · a6 pedone del nero · d6 pedone del bianco · f6 torre del nero · g6 pedone del bianco · a5 torre del nero · e5 re del nero · g5 cavallo del bianco · h5 torre del bianco · e3 pedone del bianco · h3 alfiere del nero · a2 alfiere del bianco · f2 pedone del bianco · g1 cavallo del nero | h8 alfiere del bianco · a7 re del bianco · d7 donna del bianco · f7 torre del bianco · g7 donna del nero · h7 cavallo del bianco · a6 pedone del nero · d6 pedone del bianco · f6 torre del nero · g6 pedone del bianco · a5 torre del nero · e5 re del nero · g5 cavallo del bianco · h5 torre del bianco · e3 pedone del bianco · h3 alfiere del nero · a2 alfiere del bianco · f2 pedone del bianco · g1 cavallo del nero | h8 alfiere del bianco · a7 re del bianco · d7 donna del bianco · f7 torre del bianco · g7 donna del nero · h7 cavallo del bianco · a6 pedone del nero · d6 pedone del bianco · f6 torre del nero · g6 pedone del bianco · a5 torre del nero · e5 re del nero · g5 cavallo del bianco · h5 torre del bianco · e3 pedone del bianco · h3 alfiere del nero · a2 alfiere del bianco · f2 pedone del bianco · g1 cavallo del nero | h8 alfiere del bianco · a7 re del bianco · d7 donna del bianco · f7 torre del bianco · g7 donna del nero · h7 cavallo del bianco · a6 pedone del nero · d6 pedone del bianco · f6 torre del nero · g6 pedone del bianco · a5 torre del nero · e5 re del nero · g5 cavallo del bianco · h5 torre del bianco · e3 pedone del bianco · h3 alfiere del nero · a2 alfiere del bianco · f2 pedone del bianco · g1 cavallo del nero | h8 alfiere del bianco · a7 re del bianco · d7 donna del bianco · f7 torre del bianco · g7 donna del nero · h7 cavallo del bianco · a6 pedone del nero · d6 pedone del bianco · f6 torre del nero · g6 pedone del bianco · a5 torre del nero · e5 re del nero · g5 cavallo del bianco · h5 torre del bianco · e3 pedone del bianco · h3 alfiere del nero · a2 alfiere del bianco · f2 pedone del bianco · g1 cavallo del nero | 5 |
| 4 | h8 alfiere del bianco · a7 re del bianco · d7 donna del bianco · f7 torre del bianco · g7 donna del nero · h7 cavallo del bianco · a6 pedone del nero · d6 pedone del bianco · f6 torre del nero · g6 pedone del bianco · a5 torre del nero · e5 re del nero · g5 cavallo del bianco · h5 torre del bianco · e3 pedone del bianco · h3 alfiere del nero · a2 alfiere del bianco · f2 pedone del bianco · g1 cavallo del nero | h8 alfiere del bianco · a7 re del bianco · d7 donna del bianco · f7 torre del bianco · g7 donna del nero · h7 cavallo del bianco · a6 pedone del nero · d6 pedone del bianco · f6 torre del nero · g6 pedone del bianco · a5 torre del nero · e5 re del nero · g5 cavallo del bianco · h5 torre del bianco · e3 pedone del bianco · h3 alfiere del nero · a2 alfiere del bianco · f2 pedone del bianco · g1 cavallo del nero | h8 alfiere del bianco · a7 re del bianco · d7 donna del bianco · f7 torre del bianco · g7 donna del nero · h7 cavallo del bianco · a6 pedone del nero · d6 pedone del bianco · f6 torre del nero · g6 pedone del bianco · a5 torre del nero · e5 re del nero · g5 cavallo del bianco · h5 torre del bianco · e3 pedone del bianco · h3 alfiere del nero · a2 alfiere del bianco · f2 pedone del bianco · g1 cavallo del nero | h8 alfiere del bianco · a7 re del bianco · d7 donna del bianco · f7 torre del bianco · g7 donna del nero · h7 cavallo del bianco · a6 pedone del nero · d6 pedone del bianco · f6 torre del nero · g6 pedone del bianco · a5 torre del nero · e5 re del nero · g5 cavallo del bianco · h5 torre del bianco · e3 pedone del bianco · h3 alfiere del nero · a2 alfiere del bianco · f2 pedone del bianco · g1 cavallo del nero | h8 alfiere del bianco · a7 re del bianco · d7 donna del bianco · f7 torre del bianco · g7 donna del nero · h7 cavallo del bianco · a6 pedone del nero · d6 pedone del bianco · f6 torre del nero · g6 pedone del bianco · a5 torre del nero · e5 re del nero · g5 cavallo del bianco · h5 torre del bianco · e3 pedone del bianco · h3 alfiere del nero · a2 alfiere del bianco · f2 pedone del bianco · g1 cavallo del nero | h8 alfiere del bianco · a7 re del bianco · d7 donna del bianco · f7 torre del bianco · g7 donna del nero · h7 cavallo del bianco · a6 pedone del nero · d6 pedone del bianco · f6 torre del nero · g6 pedone del bianco · a5 torre del nero · e5 re del nero · g5 cavallo del bianco · h5 torre del bianco · e3 pedone del bianco · h3 alfiere del nero · a2 alfiere del bianco · f2 pedone del bianco · g1 cavallo del nero | h8 alfiere del bianco · a7 re del bianco · d7 donna del bianco · f7 torre del bianco · g7 donna del nero · h7 cavallo del bianco · a6 pedone del nero · d6 pedone del bianco · f6 torre del nero · g6 pedone del bianco · a5 torre del nero · e5 re del nero · g5 cavallo del bianco · h5 torre del bianco · e3 pedone del bianco · h3 alfiere del nero · a2 alfiere del bianco · f2 pedone del bianco · g1 cavallo del nero | h8 alfiere del bianco · a7 re del bianco · d7 donna del bianco · f7 torre del bianco · g7 donna del nero · h7 cavallo del bianco · a6 pedone del nero · d6 pedone del bianco · f6 torre del nero · g6 pedone del bianco · a5 torre del nero · e5 re del nero · g5 cavallo del bianco · h5 torre del bianco · e3 pedone del bianco · h3 alfiere del nero · a2 alfiere del bianco · f2 pedone del bianco · g1 cavallo del nero | 4 |
| 3 | h8 alfiere del bianco · a7 re del bianco · d7 donna del bianco · f7 torre del bianco · g7 donna del nero · h7 cavallo del bianco · a6 pedone del nero · d6 pedone del bianco · f6 torre del nero · g6 pedone del bianco · a5 torre del nero · e5 re del nero · g5 cavallo del bianco · h5 torre del bianco · e3 pedone del bianco · h3 alfiere del nero · a2 alfiere del bianco · f2 pedone del bianco · g1 cavallo del nero | h8 alfiere del bianco · a7 re del bianco · d7 donna del bianco · f7 torre del bianco · g7 donna del nero · h7 cavallo del bianco · a6 pedone del nero · d6 pedone del bianco · f6 torre del nero · g6 pedone del bianco · a5 torre del nero · e5 re del nero · g5 cavallo del bianco · h5 torre del bianco · e3 pedone del bianco · h3 alfiere del nero · a2 alfiere del bianco · f2 pedone del bianco · g1 cavallo del nero | h8 alfiere del bianco · a7 re del bianco · d7 donna del bianco · f7 torre del bianco · g7 donna del nero · h7 cavallo del bianco · a6 pedone del nero · d6 pedone del bianco · f6 torre del nero · g6 pedone del bianco · a5 torre del nero · e5 re del nero · g5 cavallo del bianco · h5 torre del bianco · e3 pedone del bianco · h3 alfiere del nero · a2 alfiere del bianco · f2 pedone del bianco · g1 cavallo del nero | h8 alfiere del bianco · a7 re del bianco · d7 donna del bianco · f7 torre del bianco · g7 donna del nero · h7 cavallo del bianco · a6 pedone del nero · d6 pedone del bianco · f6 torre del nero · g6 pedone del bianco · a5 torre del nero · e5 re del nero · g5 cavallo del bianco · h5 torre del bianco · e3 pedone del bianco · h3 alfiere del nero · a2 alfiere del bianco · f2 pedone del bianco · g1 cavallo del nero | h8 alfiere del bianco · a7 re del bianco · d7 donna del bianco · f7 torre del bianco · g7 donna del nero · h7 cavallo del bianco · a6 pedone del nero · d6 pedone del bianco · f6 torre del nero · g6 pedone del bianco · a5 torre del nero · e5 re del nero · g5 cavallo del bianco · h5 torre del bianco · e3 pedone del bianco · h3 alfiere del nero · a2 alfiere del bianco · f2 pedone del bianco · g1 cavallo del nero | h8 alfiere del bianco · a7 re del bianco · d7 donna del bianco · f7 torre del bianco · g7 donna del nero · h7 cavallo del bianco · a6 pedone del nero · d6 pedone del bianco · f6 torre del nero · g6 pedone del bianco · a5 torre del nero · e5 re del nero · g5 cavallo del bianco · h5 torre del bianco · e3 pedone del bianco · h3 alfiere del nero · a2 alfiere del bianco · f2 pedone del bianco · g1 cavallo del nero | h8 alfiere del bianco · a7 re del bianco · d7 donna del bianco · f7 torre del bianco · g7 donna del nero · h7 cavallo del bianco · a6 pedone del nero · d6 pedone del bianco · f6 torre del nero · g6 pedone del bianco · a5 torre del nero · e5 re del nero · g5 cavallo del bianco · h5 torre del bianco · e3 pedone del bianco · h3 alfiere del nero · a2 alfiere del bianco · f2 pedone del bianco · g1 cavallo del nero | h8 alfiere del bianco · a7 re del bianco · d7 donna del bianco · f7 torre del bianco · g7 donna del nero · h7 cavallo del bianco · a6 pedone del nero · d6 pedone del bianco · f6 torre del nero · g6 pedone del bianco · a5 torre del nero · e5 re del nero · g5 cavallo del bianco · h5 torre del bianco · e3 pedone del bianco · h3 alfiere del nero · a2 alfiere del bianco · f2 pedone del bianco · g1 cavallo del nero | 3 |
| 2 | h8 alfiere del bianco · a7 re del bianco · d7 donna del bianco · f7 torre del bianco · g7 donna del nero · h7 cavallo del bianco · a6 pedone del nero · d6 pedone del bianco · f6 torre del nero · g6 pedone del bianco · a5 torre del nero · e5 re del nero · g5 cavallo del bianco · h5 torre del bianco · e3 pedone del bianco · h3 alfiere del nero · a2 alfiere del bianco · f2 pedone del bianco · g1 cavallo del nero | h8 alfiere del bianco · a7 re del bianco · d7 donna del bianco · f7 torre del bianco · g7 donna del nero · h7 cavallo del bianco · a6 pedone del nero · d6 pedone del bianco · f6 torre del nero · g6 pedone del bianco · a5 torre del nero · e5 re del nero · g5 cavallo del bianco · h5 torre del bianco · e3 pedone del bianco · h3 alfiere del nero · a2 alfiere del bianco · f2 pedone del bianco · g1 cavallo del nero | h8 alfiere del bianco · a7 re del bianco · d7 donna del bianco · f7 torre del bianco · g7 donna del nero · h7 cavallo del bianco · a6 pedone del nero · d6 pedone del bianco · f6 torre del nero · g6 pedone del bianco · a5 torre del nero · e5 re del nero · g5 cavallo del bianco · h5 torre del bianco · e3 pedone del bianco · h3 alfiere del nero · a2 alfiere del bianco · f2 pedone del bianco · g1 cavallo del nero | h8 alfiere del bianco · a7 re del bianco · d7 donna del bianco · f7 torre del bianco · g7 donna del nero · h7 cavallo del bianco · a6 pedone del nero · d6 pedone del bianco · f6 torre del nero · g6 pedone del bianco · a5 torre del nero · e5 re del nero · g5 cavallo del bianco · h5 torre del bianco · e3 pedone del bianco · h3 alfiere del nero · a2 alfiere del bianco · f2 pedone del bianco · g1 cavallo del nero | h8 alfiere del bianco · a7 re del bianco · d7 donna del bianco · f7 torre del bianco · g7 donna del nero · h7 cavallo del bianco · a6 pedone del nero · d6 pedone del bianco · f6 torre del nero · g6 pedone del bianco · a5 torre del nero · e5 re del nero · g5 cavallo del bianco · h5 torre del bianco · e3 pedone del bianco · h3 alfiere del nero · a2 alfiere del bianco · f2 pedone del bianco · g1 cavallo del nero | h8 alfiere del bianco · a7 re del bianco · d7 donna del bianco · f7 torre del bianco · g7 donna del nero · h7 cavallo del bianco · a6 pedone del nero · d6 pedone del bianco · f6 torre del nero · g6 pedone del bianco · a5 torre del nero · e5 re del nero · g5 cavallo del bianco · h5 torre del bianco · e3 pedone del bianco · h3 alfiere del nero · a2 alfiere del bianco · f2 pedone del bianco · g1 cavallo del nero | h8 alfiere del bianco · a7 re del bianco · d7 donna del bianco · f7 torre del bianco · g7 donna del nero · h7 cavallo del bianco · a6 pedone del nero · d6 pedone del bianco · f6 torre del nero · g6 pedone del bianco · a5 torre del nero · e5 re del nero · g5 cavallo del bianco · h5 torre del bianco · e3 pedone del bianco · h3 alfiere del nero · a2 alfiere del bianco · f2 pedone del bianco · g1 cavallo del nero | h8 alfiere del bianco · a7 re del bianco · d7 donna del bianco · f7 torre del bianco · g7 donna del nero · h7 cavallo del bianco · a6 pedone del nero · d6 pedone del bianco · f6 torre del nero · g6 pedone del bianco · a5 torre del nero · e5 re del nero · g5 cavallo del bianco · h5 torre del bianco · e3 pedone del bianco · h3 alfiere del nero · a2 alfiere del bianco · f2 pedone del bianco · g1 cavallo del nero | 2 |
| 1 | h8 alfiere del bianco · a7 re del bianco · d7 donna del bianco · f7 torre del bianco · g7 donna del nero · h7 cavallo del bianco · a6 pedone del nero · d6 pedone del bianco · f6 torre del nero · g6 pedone del bianco · a5 torre del nero · e5 re del nero · g5 cavallo del bianco · h5 torre del bianco · e3 pedone del bianco · h3 alfiere del nero · a2 alfiere del bianco · f2 pedone del bianco · g1 cavallo del nero | h8 alfiere del bianco · a7 re del bianco · d7 donna del bianco · f7 torre del bianco · g7 donna del nero · h7 cavallo del bianco · a6 pedone del nero · d6 pedone del bianco · f6 torre del nero · g6 pedone del bianco · a5 torre del nero · e5 re del nero · g5 cavallo del bianco · h5 torre del bianco · e3 pedone del bianco · h3 alfiere del nero · a2 alfiere del bianco · f2 pedone del bianco · g1 cavallo del nero | h8 alfiere del bianco · a7 re del bianco · d7 donna del bianco · f7 torre del bianco · g7 donna del nero · h7 cavallo del bianco · a6 pedone del nero · d6 pedone del bianco · f6 torre del nero · g6 pedone del bianco · a5 torre del nero · e5 re del nero · g5 cavallo del bianco · h5 torre del bianco · e3 pedone del bianco · h3 alfiere del nero · a2 alfiere del bianco · f2 pedone del bianco · g1 cavallo del nero | h8 alfiere del bianco · a7 re del bianco · d7 donna del bianco · f7 torre del bianco · g7 donna del nero · h7 cavallo del bianco · a6 pedone del nero · d6 pedone del bianco · f6 torre del nero · g6 pedone del bianco · a5 torre del nero · e5 re del nero · g5 cavallo del bianco · h5 torre del bianco · e3 pedone del bianco · h3 alfiere del nero · a2 alfiere del bianco · f2 pedone del bianco · g1 cavallo del nero | h8 alfiere del bianco · a7 re del bianco · d7 donna del bianco · f7 torre del bianco · g7 donna del nero · h7 cavallo del bianco · a6 pedone del nero · d6 pedone del bianco · f6 torre del nero · g6 pedone del bianco · a5 torre del nero · e5 re del nero · g5 cavallo del bianco · h5 torre del bianco · e3 pedone del bianco · h3 alfiere del nero · a2 alfiere del bianco · f2 pedone del bianco · g1 cavallo del nero | h8 alfiere del bianco · a7 re del bianco · d7 donna del bianco · f7 torre del bianco · g7 donna del nero · h7 cavallo del bianco · a6 pedone del nero · d6 pedone del bianco · f6 torre del nero · g6 pedone del bianco · a5 torre del nero · e5 re del nero · g5 cavallo del bianco · h5 torre del bianco · e3 pedone del bianco · h3 alfiere del nero · a2 alfiere del bianco · f2 pedone del bianco · g1 cavallo del nero | h8 alfiere del bianco · a7 re del bianco · d7 donna del bianco · f7 torre del bianco · g7 donna del nero · h7 cavallo del bianco · a6 pedone del nero · d6 pedone del bianco · f6 torre del nero · g6 pedone del bianco · a5 torre del nero · e5 re del nero · g5 cavallo del bianco · h5 torre del bianco · e3 pedone del bianco · h3 alfiere del nero · a2 alfiere del bianco · f2 pedone del bianco · g1 cavallo del nero | h8 alfiere del bianco · a7 re del bianco · d7 donna del bianco · f7 torre del bianco · g7 donna del nero · h7 cavallo del bianco · a6 pedone del nero · d6 pedone del bianco · f6 torre del nero · g6 pedone del bianco · a5 torre del nero · e5 re del nero · g5 cavallo del bianco · h5 torre del bianco · e3 pedone del bianco · h3 alfiere del nero · a2 alfiere del bianco · f2 pedone del bianco · g1 cavallo del nero | 1 |
|   | a | b | c | d | e | f | g | h |   |

Soluzione:
Chiave:  1. Dc6!
1. ...Dxf7+/Rxf7+  2. Cxf7#

1. ...Tf5  2. Te7#

1. ...Td5  2. Dxd5#

1. ...Txa2  2. Dc5#

1. ...Rf5  2. De4#

|   | a | b | c | d | e | f | g | h |   |
| 8 | b8 donna del bianco · b7 cavallo del nero · c7 torre del nero · d7 donna del nero · h7 alfiere del nero · a6 re del bianco · b6 pedone del nero · c6 pedone del bianco · g6 torre del nero · c5 re del nero · e5 pedone del bianco · a4 pedone del bianco · c4 pedone del bianco · h4 torre del bianco · a3 pedone del bianco · c3 cavallo del bianco · e3 cavallo del bianco · b2 cavallo del nero · d1 torre del bianco · g1 alfiere del bianco · h1 alfiere del bianco | b8 donna del bianco · b7 cavallo del nero · c7 torre del nero · d7 donna del nero · h7 alfiere del nero · a6 re del bianco · b6 pedone del nero · c6 pedone del bianco · g6 torre del nero · c5 re del nero · e5 pedone del bianco · a4 pedone del bianco · c4 pedone del bianco · h4 torre del bianco · a3 pedone del bianco · c3 cavallo del bianco · e3 cavallo del bianco · b2 cavallo del nero · d1 torre del bianco · g1 alfiere del bianco · h1 alfiere del bianco | b8 donna del bianco · b7 cavallo del nero · c7 torre del nero · d7 donna del nero · h7 alfiere del nero · a6 re del bianco · b6 pedone del nero · c6 pedone del bianco · g6 torre del nero · c5 re del nero · e5 pedone del bianco · a4 pedone del bianco · c4 pedone del bianco · h4 torre del bianco · a3 pedone del bianco · c3 cavallo del bianco · e3 cavallo del bianco · b2 cavallo del nero · d1 torre del bianco · g1 alfiere del bianco · h1 alfiere del bianco | b8 donna del bianco · b7 cavallo del nero · c7 torre del nero · d7 donna del nero · h7 alfiere del nero · a6 re del bianco · b6 pedone del nero · c6 pedone del bianco · g6 torre del nero · c5 re del nero · e5 pedone del bianco · a4 pedone del bianco · c4 pedone del bianco · h4 torre del bianco · a3 pedone del bianco · c3 cavallo del bianco · e3 cavallo del bianco · b2 cavallo del nero · d1 torre del bianco · g1 alfiere del bianco · h1 alfiere del bianco | b8 donna del bianco · b7 cavallo del nero · c7 torre del nero · d7 donna del nero · h7 alfiere del nero · a6 re del bianco · b6 pedone del nero · c6 pedone del bianco · g6 torre del nero · c5 re del nero · e5 pedone del bianco · a4 pedone del bianco · c4 pedone del bianco · h4 torre del bianco · a3 pedone del bianco · c3 cavallo del bianco · e3 cavallo del bianco · b2 cavallo del nero · d1 torre del bianco · g1 alfiere del bianco · h1 alfiere del bianco | b8 donna del bianco · b7 cavallo del nero · c7 torre del nero · d7 donna del nero · h7 alfiere del nero · a6 re del bianco · b6 pedone del nero · c6 pedone del bianco · g6 torre del nero · c5 re del nero · e5 pedone del bianco · a4 pedone del bianco · c4 pedone del bianco · h4 torre del bianco · a3 pedone del bianco · c3 cavallo del bianco · e3 cavallo del bianco · b2 cavallo del nero · d1 torre del bianco · g1 alfiere del bianco · h1 alfiere del bianco | b8 donna del bianco · b7 cavallo del nero · c7 torre del nero · d7 donna del nero · h7 alfiere del nero · a6 re del bianco · b6 pedone del nero · c6 pedone del bianco · g6 torre del nero · c5 re del nero · e5 pedone del bianco · a4 pedone del bianco · c4 pedone del bianco · h4 torre del bianco · a3 pedone del bianco · c3 cavallo del bianco · e3 cavallo del bianco · b2 cavallo del nero · d1 torre del bianco · g1 alfiere del bianco · h1 alfiere del bianco | b8 donna del bianco · b7 cavallo del nero · c7 torre del nero · d7 donna del nero · h7 alfiere del nero · a6 re del bianco · b6 pedone del nero · c6 pedone del bianco · g6 torre del nero · c5 re del nero · e5 pedone del bianco · a4 pedone del bianco · c4 pedone del bianco · h4 torre del bianco · a3 pedone del bianco · c3 cavallo del bianco · e3 cavallo del bianco · b2 cavallo del nero · d1 torre del bianco · g1 alfiere del bianco · h1 alfiere del bianco | 8 |
| 7 | b8 donna del bianco · b7 cavallo del nero · c7 torre del nero · d7 donna del nero · h7 alfiere del nero · a6 re del bianco · b6 pedone del nero · c6 pedone del bianco · g6 torre del nero · c5 re del nero · e5 pedone del bianco · a4 pedone del bianco · c4 pedone del bianco · h4 torre del bianco · a3 pedone del bianco · c3 cavallo del bianco · e3 cavallo del bianco · b2 cavallo del nero · d1 torre del bianco · g1 alfiere del bianco · h1 alfiere del bianco | b8 donna del bianco · b7 cavallo del nero · c7 torre del nero · d7 donna del nero · h7 alfiere del nero · a6 re del bianco · b6 pedone del nero · c6 pedone del bianco · g6 torre del nero · c5 re del nero · e5 pedone del bianco · a4 pedone del bianco · c4 pedone del bianco · h4 torre del bianco · a3 pedone del bianco · c3 cavallo del bianco · e3 cavallo del bianco · b2 cavallo del nero · d1 torre del bianco · g1 alfiere del bianco · h1 alfiere del bianco | b8 donna del bianco · b7 cavallo del nero · c7 torre del nero · d7 donna del nero · h7 alfiere del nero · a6 re del bianco · b6 pedone del nero · c6 pedone del bianco · g6 torre del nero · c5 re del nero · e5 pedone del bianco · a4 pedone del bianco · c4 pedone del bianco · h4 torre del bianco · a3 pedone del bianco · c3 cavallo del bianco · e3 cavallo del bianco · b2 cavallo del nero · d1 torre del bianco · g1 alfiere del bianco · h1 alfiere del bianco | b8 donna del bianco · b7 cavallo del nero · c7 torre del nero · d7 donna del nero · h7 alfiere del nero · a6 re del bianco · b6 pedone del nero · c6 pedone del bianco · g6 torre del nero · c5 re del nero · e5 pedone del bianco · a4 pedone del bianco · c4 pedone del bianco · h4 torre del bianco · a3 pedone del bianco · c3 cavallo del bianco · e3 cavallo del bianco · b2 cavallo del nero · d1 torre del bianco · g1 alfiere del bianco · h1 alfiere del bianco | b8 donna del bianco · b7 cavallo del nero · c7 torre del nero · d7 donna del nero · h7 alfiere del nero · a6 re del bianco · b6 pedone del nero · c6 pedone del bianco · g6 torre del nero · c5 re del nero · e5 pedone del bianco · a4 pedone del bianco · c4 pedone del bianco · h4 torre del bianco · a3 pedone del bianco · c3 cavallo del bianco · e3 cavallo del bianco · b2 cavallo del nero · d1 torre del bianco · g1 alfiere del bianco · h1 alfiere del bianco | b8 donna del bianco · b7 cavallo del nero · c7 torre del nero · d7 donna del nero · h7 alfiere del nero · a6 re del bianco · b6 pedone del nero · c6 pedone del bianco · g6 torre del nero · c5 re del nero · e5 pedone del bianco · a4 pedone del bianco · c4 pedone del bianco · h4 torre del bianco · a3 pedone del bianco · c3 cavallo del bianco · e3 cavallo del bianco · b2 cavallo del nero · d1 torre del bianco · g1 alfiere del bianco · h1 alfiere del bianco | b8 donna del bianco · b7 cavallo del nero · c7 torre del nero · d7 donna del nero · h7 alfiere del nero · a6 re del bianco · b6 pedone del nero · c6 pedone del bianco · g6 torre del nero · c5 re del nero · e5 pedone del bianco · a4 pedone del bianco · c4 pedone del bianco · h4 torre del bianco · a3 pedone del bianco · c3 cavallo del bianco · e3 cavallo del bianco · b2 cavallo del nero · d1 torre del bianco · g1 alfiere del bianco · h1 alfiere del bianco | b8 donna del bianco · b7 cavallo del nero · c7 torre del nero · d7 donna del nero · h7 alfiere del nero · a6 re del bianco · b6 pedone del nero · c6 pedone del bianco · g6 torre del nero · c5 re del nero · e5 pedone del bianco · a4 pedone del bianco · c4 pedone del bianco · h4 torre del bianco · a3 pedone del bianco · c3 cavallo del bianco · e3 cavallo del bianco · b2 cavallo del nero · d1 torre del bianco · g1 alfiere del bianco · h1 alfiere del bianco | 7 |
| 6 | b8 donna del bianco · b7 cavallo del nero · c7 torre del nero · d7 donna del nero · h7 alfiere del nero · a6 re del bianco · b6 pedone del nero · c6 pedone del bianco · g6 torre del nero · c5 re del nero · e5 pedone del bianco · a4 pedone del bianco · c4 pedone del bianco · h4 torre del bianco · a3 pedone del bianco · c3 cavallo del bianco · e3 cavallo del bianco · b2 cavallo del nero · d1 torre del bianco · g1 alfiere del bianco · h1 alfiere del bianco | b8 donna del bianco · b7 cavallo del nero · c7 torre del nero · d7 donna del nero · h7 alfiere del nero · a6 re del bianco · b6 pedone del nero · c6 pedone del bianco · g6 torre del nero · c5 re del nero · e5 pedone del bianco · a4 pedone del bianco · c4 pedone del bianco · h4 torre del bianco · a3 pedone del bianco · c3 cavallo del bianco · e3 cavallo del bianco · b2 cavallo del nero · d1 torre del bianco · g1 alfiere del bianco · h1 alfiere del bianco | b8 donna del bianco · b7 cavallo del nero · c7 torre del nero · d7 donna del nero · h7 alfiere del nero · a6 re del bianco · b6 pedone del nero · c6 pedone del bianco · g6 torre del nero · c5 re del nero · e5 pedone del bianco · a4 pedone del bianco · c4 pedone del bianco · h4 torre del bianco · a3 pedone del bianco · c3 cavallo del bianco · e3 cavallo del bianco · b2 cavallo del nero · d1 torre del bianco · g1 alfiere del bianco · h1 alfiere del bianco | b8 donna del bianco · b7 cavallo del nero · c7 torre del nero · d7 donna del nero · h7 alfiere del nero · a6 re del bianco · b6 pedone del nero · c6 pedone del bianco · g6 torre del nero · c5 re del nero · e5 pedone del bianco · a4 pedone del bianco · c4 pedone del bianco · h4 torre del bianco · a3 pedone del bianco · c3 cavallo del bianco · e3 cavallo del bianco · b2 cavallo del nero · d1 torre del bianco · g1 alfiere del bianco · h1 alfiere del bianco | b8 donna del bianco · b7 cavallo del nero · c7 torre del nero · d7 donna del nero · h7 alfiere del nero · a6 re del bianco · b6 pedone del nero · c6 pedone del bianco · g6 torre del nero · c5 re del nero · e5 pedone del bianco · a4 pedone del bianco · c4 pedone del bianco · h4 torre del bianco · a3 pedone del bianco · c3 cavallo del bianco · e3 cavallo del bianco · b2 cavallo del nero · d1 torre del bianco · g1 alfiere del bianco · h1 alfiere del bianco | b8 donna del bianco · b7 cavallo del nero · c7 torre del nero · d7 donna del nero · h7 alfiere del nero · a6 re del bianco · b6 pedone del nero · c6 pedone del bianco · g6 torre del nero · c5 re del nero · e5 pedone del bianco · a4 pedone del bianco · c4 pedone del bianco · h4 torre del bianco · a3 pedone del bianco · c3 cavallo del bianco · e3 cavallo del bianco · b2 cavallo del nero · d1 torre del bianco · g1 alfiere del bianco · h1 alfiere del bianco | b8 donna del bianco · b7 cavallo del nero · c7 torre del nero · d7 donna del nero · h7 alfiere del nero · a6 re del bianco · b6 pedone del nero · c6 pedone del bianco · g6 torre del nero · c5 re del nero · e5 pedone del bianco · a4 pedone del bianco · c4 pedone del bianco · h4 torre del bianco · a3 pedone del bianco · c3 cavallo del bianco · e3 cavallo del bianco · b2 cavallo del nero · d1 torre del bianco · g1 alfiere del bianco · h1 alfiere del bianco | b8 donna del bianco · b7 cavallo del nero · c7 torre del nero · d7 donna del nero · h7 alfiere del nero · a6 re del bianco · b6 pedone del nero · c6 pedone del bianco · g6 torre del nero · c5 re del nero · e5 pedone del bianco · a4 pedone del bianco · c4 pedone del bianco · h4 torre del bianco · a3 pedone del bianco · c3 cavallo del bianco · e3 cavallo del bianco · b2 cavallo del nero · d1 torre del bianco · g1 alfiere del bianco · h1 alfiere del bianco | 6 |
| 5 | b8 donna del bianco · b7 cavallo del nero · c7 torre del nero · d7 donna del nero · h7 alfiere del nero · a6 re del bianco · b6 pedone del nero · c6 pedone del bianco · g6 torre del nero · c5 re del nero · e5 pedone del bianco · a4 pedone del bianco · c4 pedone del bianco · h4 torre del bianco · a3 pedone del bianco · c3 cavallo del bianco · e3 cavallo del bianco · b2 cavallo del nero · d1 torre del bianco · g1 alfiere del bianco · h1 alfiere del bianco | b8 donna del bianco · b7 cavallo del nero · c7 torre del nero · d7 donna del nero · h7 alfiere del nero · a6 re del bianco · b6 pedone del nero · c6 pedone del bianco · g6 torre del nero · c5 re del nero · e5 pedone del bianco · a4 pedone del bianco · c4 pedone del bianco · h4 torre del bianco · a3 pedone del bianco · c3 cavallo del bianco · e3 cavallo del bianco · b2 cavallo del nero · d1 torre del bianco · g1 alfiere del bianco · h1 alfiere del bianco | b8 donna del bianco · b7 cavallo del nero · c7 torre del nero · d7 donna del nero · h7 alfiere del nero · a6 re del bianco · b6 pedone del nero · c6 pedone del bianco · g6 torre del nero · c5 re del nero · e5 pedone del bianco · a4 pedone del bianco · c4 pedone del bianco · h4 torre del bianco · a3 pedone del bianco · c3 cavallo del bianco · e3 cavallo del bianco · b2 cavallo del nero · d1 torre del bianco · g1 alfiere del bianco · h1 alfiere del bianco | b8 donna del bianco · b7 cavallo del nero · c7 torre del nero · d7 donna del nero · h7 alfiere del nero · a6 re del bianco · b6 pedone del nero · c6 pedone del bianco · g6 torre del nero · c5 re del nero · e5 pedone del bianco · a4 pedone del bianco · c4 pedone del bianco · h4 torre del bianco · a3 pedone del bianco · c3 cavallo del bianco · e3 cavallo del bianco · b2 cavallo del nero · d1 torre del bianco · g1 alfiere del bianco · h1 alfiere del bianco | b8 donna del bianco · b7 cavallo del nero · c7 torre del nero · d7 donna del nero · h7 alfiere del nero · a6 re del bianco · b6 pedone del nero · c6 pedone del bianco · g6 torre del nero · c5 re del nero · e5 pedone del bianco · a4 pedone del bianco · c4 pedone del bianco · h4 torre del bianco · a3 pedone del bianco · c3 cavallo del bianco · e3 cavallo del bianco · b2 cavallo del nero · d1 torre del bianco · g1 alfiere del bianco · h1 alfiere del bianco | b8 donna del bianco · b7 cavallo del nero · c7 torre del nero · d7 donna del nero · h7 alfiere del nero · a6 re del bianco · b6 pedone del nero · c6 pedone del bianco · g6 torre del nero · c5 re del nero · e5 pedone del bianco · a4 pedone del bianco · c4 pedone del bianco · h4 torre del bianco · a3 pedone del bianco · c3 cavallo del bianco · e3 cavallo del bianco · b2 cavallo del nero · d1 torre del bianco · g1 alfiere del bianco · h1 alfiere del bianco | b8 donna del bianco · b7 cavallo del nero · c7 torre del nero · d7 donna del nero · h7 alfiere del nero · a6 re del bianco · b6 pedone del nero · c6 pedone del bianco · g6 torre del nero · c5 re del nero · e5 pedone del bianco · a4 pedone del bianco · c4 pedone del bianco · h4 torre del bianco · a3 pedone del bianco · c3 cavallo del bianco · e3 cavallo del bianco · b2 cavallo del nero · d1 torre del bianco · g1 alfiere del bianco · h1 alfiere del bianco | b8 donna del bianco · b7 cavallo del nero · c7 torre del nero · d7 donna del nero · h7 alfiere del nero · a6 re del bianco · b6 pedone del nero · c6 pedone del bianco · g6 torre del nero · c5 re del nero · e5 pedone del bianco · a4 pedone del bianco · c4 pedone del bianco · h4 torre del bianco · a3 pedone del bianco · c3 cavallo del bianco · e3 cavallo del bianco · b2 cavallo del nero · d1 torre del bianco · g1 alfiere del bianco · h1 alfiere del bianco | 5 |
| 4 | b8 donna del bianco · b7 cavallo del nero · c7 torre del nero · d7 donna del nero · h7 alfiere del nero · a6 re del bianco · b6 pedone del nero · c6 pedone del bianco · g6 torre del nero · c5 re del nero · e5 pedone del bianco · a4 pedone del bianco · c4 pedone del bianco · h4 torre del bianco · a3 pedone del bianco · c3 cavallo del bianco · e3 cavallo del bianco · b2 cavallo del nero · d1 torre del bianco · g1 alfiere del bianco · h1 alfiere del bianco | b8 donna del bianco · b7 cavallo del nero · c7 torre del nero · d7 donna del nero · h7 alfiere del nero · a6 re del bianco · b6 pedone del nero · c6 pedone del bianco · g6 torre del nero · c5 re del nero · e5 pedone del bianco · a4 pedone del bianco · c4 pedone del bianco · h4 torre del bianco · a3 pedone del bianco · c3 cavallo del bianco · e3 cavallo del bianco · b2 cavallo del nero · d1 torre del bianco · g1 alfiere del bianco · h1 alfiere del bianco | b8 donna del bianco · b7 cavallo del nero · c7 torre del nero · d7 donna del nero · h7 alfiere del nero · a6 re del bianco · b6 pedone del nero · c6 pedone del bianco · g6 torre del nero · c5 re del nero · e5 pedone del bianco · a4 pedone del bianco · c4 pedone del bianco · h4 torre del bianco · a3 pedone del bianco · c3 cavallo del bianco · e3 cavallo del bianco · b2 cavallo del nero · d1 torre del bianco · g1 alfiere del bianco · h1 alfiere del bianco | b8 donna del bianco · b7 cavallo del nero · c7 torre del nero · d7 donna del nero · h7 alfiere del nero · a6 re del bianco · b6 pedone del nero · c6 pedone del bianco · g6 torre del nero · c5 re del nero · e5 pedone del bianco · a4 pedone del bianco · c4 pedone del bianco · h4 torre del bianco · a3 pedone del bianco · c3 cavallo del bianco · e3 cavallo del bianco · b2 cavallo del nero · d1 torre del bianco · g1 alfiere del bianco · h1 alfiere del bianco | b8 donna del bianco · b7 cavallo del nero · c7 torre del nero · d7 donna del nero · h7 alfiere del nero · a6 re del bianco · b6 pedone del nero · c6 pedone del bianco · g6 torre del nero · c5 re del nero · e5 pedone del bianco · a4 pedone del bianco · c4 pedone del bianco · h4 torre del bianco · a3 pedone del bianco · c3 cavallo del bianco · e3 cavallo del bianco · b2 cavallo del nero · d1 torre del bianco · g1 alfiere del bianco · h1 alfiere del bianco | b8 donna del bianco · b7 cavallo del nero · c7 torre del nero · d7 donna del nero · h7 alfiere del nero · a6 re del bianco · b6 pedone del nero · c6 pedone del bianco · g6 torre del nero · c5 re del nero · e5 pedone del bianco · a4 pedone del bianco · c4 pedone del bianco · h4 torre del bianco · a3 pedone del bianco · c3 cavallo del bianco · e3 cavallo del bianco · b2 cavallo del nero · d1 torre del bianco · g1 alfiere del bianco · h1 alfiere del bianco | b8 donna del bianco · b7 cavallo del nero · c7 torre del nero · d7 donna del nero · h7 alfiere del nero · a6 re del bianco · b6 pedone del nero · c6 pedone del bianco · g6 torre del nero · c5 re del nero · e5 pedone del bianco · a4 pedone del bianco · c4 pedone del bianco · h4 torre del bianco · a3 pedone del bianco · c3 cavallo del bianco · e3 cavallo del bianco · b2 cavallo del nero · d1 torre del bianco · g1 alfiere del bianco · h1 alfiere del bianco | b8 donna del bianco · b7 cavallo del nero · c7 torre del nero · d7 donna del nero · h7 alfiere del nero · a6 re del bianco · b6 pedone del nero · c6 pedone del bianco · g6 torre del nero · c5 re del nero · e5 pedone del bianco · a4 pedone del bianco · c4 pedone del bianco · h4 torre del bianco · a3 pedone del bianco · c3 cavallo del bianco · e3 cavallo del bianco · b2 cavallo del nero · d1 torre del bianco · g1 alfiere del bianco · h1 alfiere del bianco | 4 |
| 3 | b8 donna del bianco · b7 cavallo del nero · c7 torre del nero · d7 donna del nero · h7 alfiere del nero · a6 re del bianco · b6 pedone del nero · c6 pedone del bianco · g6 torre del nero · c5 re del nero · e5 pedone del bianco · a4 pedone del bianco · c4 pedone del bianco · h4 torre del bianco · a3 pedone del bianco · c3 cavallo del bianco · e3 cavallo del bianco · b2 cavallo del nero · d1 torre del bianco · g1 alfiere del bianco · h1 alfiere del bianco | b8 donna del bianco · b7 cavallo del nero · c7 torre del nero · d7 donna del nero · h7 alfiere del nero · a6 re del bianco · b6 pedone del nero · c6 pedone del bianco · g6 torre del nero · c5 re del nero · e5 pedone del bianco · a4 pedone del bianco · c4 pedone del bianco · h4 torre del bianco · a3 pedone del bianco · c3 cavallo del bianco · e3 cavallo del bianco · b2 cavallo del nero · d1 torre del bianco · g1 alfiere del bianco · h1 alfiere del bianco | b8 donna del bianco · b7 cavallo del nero · c7 torre del nero · d7 donna del nero · h7 alfiere del nero · a6 re del bianco · b6 pedone del nero · c6 pedone del bianco · g6 torre del nero · c5 re del nero · e5 pedone del bianco · a4 pedone del bianco · c4 pedone del bianco · h4 torre del bianco · a3 pedone del bianco · c3 cavallo del bianco · e3 cavallo del bianco · b2 cavallo del nero · d1 torre del bianco · g1 alfiere del bianco · h1 alfiere del bianco | b8 donna del bianco · b7 cavallo del nero · c7 torre del nero · d7 donna del nero · h7 alfiere del nero · a6 re del bianco · b6 pedone del nero · c6 pedone del bianco · g6 torre del nero · c5 re del nero · e5 pedone del bianco · a4 pedone del bianco · c4 pedone del bianco · h4 torre del bianco · a3 pedone del bianco · c3 cavallo del bianco · e3 cavallo del bianco · b2 cavallo del nero · d1 torre del bianco · g1 alfiere del bianco · h1 alfiere del bianco | b8 donna del bianco · b7 cavallo del nero · c7 torre del nero · d7 donna del nero · h7 alfiere del nero · a6 re del bianco · b6 pedone del nero · c6 pedone del bianco · g6 torre del nero · c5 re del nero · e5 pedone del bianco · a4 pedone del bianco · c4 pedone del bianco · h4 torre del bianco · a3 pedone del bianco · c3 cavallo del bianco · e3 cavallo del bianco · b2 cavallo del nero · d1 torre del bianco · g1 alfiere del bianco · h1 alfiere del bianco | b8 donna del bianco · b7 cavallo del nero · c7 torre del nero · d7 donna del nero · h7 alfiere del nero · a6 re del bianco · b6 pedone del nero · c6 pedone del bianco · g6 torre del nero · c5 re del nero · e5 pedone del bianco · a4 pedone del bianco · c4 pedone del bianco · h4 torre del bianco · a3 pedone del bianco · c3 cavallo del bianco · e3 cavallo del bianco · b2 cavallo del nero · d1 torre del bianco · g1 alfiere del bianco · h1 alfiere del bianco | b8 donna del bianco · b7 cavallo del nero · c7 torre del nero · d7 donna del nero · h7 alfiere del nero · a6 re del bianco · b6 pedone del nero · c6 pedone del bianco · g6 torre del nero · c5 re del nero · e5 pedone del bianco · a4 pedone del bianco · c4 pedone del bianco · h4 torre del bianco · a3 pedone del bianco · c3 cavallo del bianco · e3 cavallo del bianco · b2 cavallo del nero · d1 torre del bianco · g1 alfiere del bianco · h1 alfiere del bianco | b8 donna del bianco · b7 cavallo del nero · c7 torre del nero · d7 donna del nero · h7 alfiere del nero · a6 re del bianco · b6 pedone del nero · c6 pedone del bianco · g6 torre del nero · c5 re del nero · e5 pedone del bianco · a4 pedone del bianco · c4 pedone del bianco · h4 torre del bianco · a3 pedone del bianco · c3 cavallo del bianco · e3 cavallo del bianco · b2 cavallo del nero · d1 torre del bianco · g1 alfiere del bianco · h1 alfiere del bianco | 3 |
| 2 | b8 donna del bianco · b7 cavallo del nero · c7 torre del nero · d7 donna del nero · h7 alfiere del nero · a6 re del bianco · b6 pedone del nero · c6 pedone del bianco · g6 torre del nero · c5 re del nero · e5 pedone del bianco · a4 pedone del bianco · c4 pedone del bianco · h4 torre del bianco · a3 pedone del bianco · c3 cavallo del bianco · e3 cavallo del bianco · b2 cavallo del nero · d1 torre del bianco · g1 alfiere del bianco · h1 alfiere del bianco | b8 donna del bianco · b7 cavallo del nero · c7 torre del nero · d7 donna del nero · h7 alfiere del nero · a6 re del bianco · b6 pedone del nero · c6 pedone del bianco · g6 torre del nero · c5 re del nero · e5 pedone del bianco · a4 pedone del bianco · c4 pedone del bianco · h4 torre del bianco · a3 pedone del bianco · c3 cavallo del bianco · e3 cavallo del bianco · b2 cavallo del nero · d1 torre del bianco · g1 alfiere del bianco · h1 alfiere del bianco | b8 donna del bianco · b7 cavallo del nero · c7 torre del nero · d7 donna del nero · h7 alfiere del nero · a6 re del bianco · b6 pedone del nero · c6 pedone del bianco · g6 torre del nero · c5 re del nero · e5 pedone del bianco · a4 pedone del bianco · c4 pedone del bianco · h4 torre del bianco · a3 pedone del bianco · c3 cavallo del bianco · e3 cavallo del bianco · b2 cavallo del nero · d1 torre del bianco · g1 alfiere del bianco · h1 alfiere del bianco | b8 donna del bianco · b7 cavallo del nero · c7 torre del nero · d7 donna del nero · h7 alfiere del nero · a6 re del bianco · b6 pedone del nero · c6 pedone del bianco · g6 torre del nero · c5 re del nero · e5 pedone del bianco · a4 pedone del bianco · c4 pedone del bianco · h4 torre del bianco · a3 pedone del bianco · c3 cavallo del bianco · e3 cavallo del bianco · b2 cavallo del nero · d1 torre del bianco · g1 alfiere del bianco · h1 alfiere del bianco | b8 donna del bianco · b7 cavallo del nero · c7 torre del nero · d7 donna del nero · h7 alfiere del nero · a6 re del bianco · b6 pedone del nero · c6 pedone del bianco · g6 torre del nero · c5 re del nero · e5 pedone del bianco · a4 pedone del bianco · c4 pedone del bianco · h4 torre del bianco · a3 pedone del bianco · c3 cavallo del bianco · e3 cavallo del bianco · b2 cavallo del nero · d1 torre del bianco · g1 alfiere del bianco · h1 alfiere del bianco | b8 donna del bianco · b7 cavallo del nero · c7 torre del nero · d7 donna del nero · h7 alfiere del nero · a6 re del bianco · b6 pedone del nero · c6 pedone del bianco · g6 torre del nero · c5 re del nero · e5 pedone del bianco · a4 pedone del bianco · c4 pedone del bianco · h4 torre del bianco · a3 pedone del bianco · c3 cavallo del bianco · e3 cavallo del bianco · b2 cavallo del nero · d1 torre del bianco · g1 alfiere del bianco · h1 alfiere del bianco | b8 donna del bianco · b7 cavallo del nero · c7 torre del nero · d7 donna del nero · h7 alfiere del nero · a6 re del bianco · b6 pedone del nero · c6 pedone del bianco · g6 torre del nero · c5 re del nero · e5 pedone del bianco · a4 pedone del bianco · c4 pedone del bianco · h4 torre del bianco · a3 pedone del bianco · c3 cavallo del bianco · e3 cavallo del bianco · b2 cavallo del nero · d1 torre del bianco · g1 alfiere del bianco · h1 alfiere del bianco | b8 donna del bianco · b7 cavallo del nero · c7 torre del nero · d7 donna del nero · h7 alfiere del nero · a6 re del bianco · b6 pedone del nero · c6 pedone del bianco · g6 torre del nero · c5 re del nero · e5 pedone del bianco · a4 pedone del bianco · c4 pedone del bianco · h4 torre del bianco · a3 pedone del bianco · c3 cavallo del bianco · e3 cavallo del bianco · b2 cavallo del nero · d1 torre del bianco · g1 alfiere del bianco · h1 alfiere del bianco | 2 |
| 1 | b8 donna del bianco · b7 cavallo del nero · c7 torre del nero · d7 donna del nero · h7 alfiere del nero · a6 re del bianco · b6 pedone del nero · c6 pedone del bianco · g6 torre del nero · c5 re del nero · e5 pedone del bianco · a4 pedone del bianco · c4 pedone del bianco · h4 torre del bianco · a3 pedone del bianco · c3 cavallo del bianco · e3 cavallo del bianco · b2 cavallo del nero · d1 torre del bianco · g1 alfiere del bianco · h1 alfiere del bianco | b8 donna del bianco · b7 cavallo del nero · c7 torre del nero · d7 donna del nero · h7 alfiere del nero · a6 re del bianco · b6 pedone del nero · c6 pedone del bianco · g6 torre del nero · c5 re del nero · e5 pedone del bianco · a4 pedone del bianco · c4 pedone del bianco · h4 torre del bianco · a3 pedone del bianco · c3 cavallo del bianco · e3 cavallo del bianco · b2 cavallo del nero · d1 torre del bianco · g1 alfiere del bianco · h1 alfiere del bianco | b8 donna del bianco · b7 cavallo del nero · c7 torre del nero · d7 donna del nero · h7 alfiere del nero · a6 re del bianco · b6 pedone del nero · c6 pedone del bianco · g6 torre del nero · c5 re del nero · e5 pedone del bianco · a4 pedone del bianco · c4 pedone del bianco · h4 torre del bianco · a3 pedone del bianco · c3 cavallo del bianco · e3 cavallo del bianco · b2 cavallo del nero · d1 torre del bianco · g1 alfiere del bianco · h1 alfiere del bianco | b8 donna del bianco · b7 cavallo del nero · c7 torre del nero · d7 donna del nero · h7 alfiere del nero · a6 re del bianco · b6 pedone del nero · c6 pedone del bianco · g6 torre del nero · c5 re del nero · e5 pedone del bianco · a4 pedone del bianco · c4 pedone del bianco · h4 torre del bianco · a3 pedone del bianco · c3 cavallo del bianco · e3 cavallo del bianco · b2 cavallo del nero · d1 torre del bianco · g1 alfiere del bianco · h1 alfiere del bianco | b8 donna del bianco · b7 cavallo del nero · c7 torre del nero · d7 donna del nero · h7 alfiere del nero · a6 re del bianco · b6 pedone del nero · c6 pedone del bianco · g6 torre del nero · c5 re del nero · e5 pedone del bianco · a4 pedone del bianco · c4 pedone del bianco · h4 torre del bianco · a3 pedone del bianco · c3 cavallo del bianco · e3 cavallo del bianco · b2 cavallo del nero · d1 torre del bianco · g1 alfiere del bianco · h1 alfiere del bianco | b8 donna del bianco · b7 cavallo del nero · c7 torre del nero · d7 donna del nero · h7 alfiere del nero · a6 re del bianco · b6 pedone del nero · c6 pedone del bianco · g6 torre del nero · c5 re del nero · e5 pedone del bianco · a4 pedone del bianco · c4 pedone del bianco · h4 torre del bianco · a3 pedone del bianco · c3 cavallo del bianco · e3 cavallo del bianco · b2 cavallo del nero · d1 torre del bianco · g1 alfiere del bianco · h1 alfiere del bianco | b8 donna del bianco · b7 cavallo del nero · c7 torre del nero · d7 donna del nero · h7 alfiere del nero · a6 re del bianco · b6 pedone del nero · c6 pedone del bianco · g6 torre del nero · c5 re del nero · e5 pedone del bianco · a4 pedone del bianco · c4 pedone del bianco · h4 torre del bianco · a3 pedone del bianco · c3 cavallo del bianco · e3 cavallo del bianco · b2 cavallo del nero · d1 torre del bianco · g1 alfiere del bianco · h1 alfiere del bianco | b8 donna del bianco · b7 cavallo del nero · c7 torre del nero · d7 donna del nero · h7 alfiere del nero · a6 re del bianco · b6 pedone del nero · c6 pedone del bianco · g6 torre del nero · c5 re del nero · e5 pedone del bianco · a4 pedone del bianco · c4 pedone del bianco · h4 torre del bianco · a3 pedone del bianco · c3 cavallo del bianco · e3 cavallo del bianco · b2 cavallo del nero · d1 torre del bianco · g1 alfiere del bianco · h1 alfiere del bianco | 1 |
|   | a | b | c | d | e | f | g | h |   |